# Mitsubishi Colt
Mitsubishi Colt (укр. Мітсубісі Кольт) — бренд від Mitsubishi Motors, який застосовується компанією до ряду автомобілів з 1962 року. Вперше був представлений серією кей- і субкомпактних автомобілів в 1960-х роках, а потім для експортної версії субкомпактного Mirage у 1978—2002 рр. Chrysler, давній партнер Mitsubishi, також використовував цю назву, застосовуючи свою багаторічну практику перейменування автомобілів Mitsubishi на Dodge та Plymouth Colt, імпортованих для ринку Північної Америки в 1970-94 рр..
Відомою в Європі та Україні версією є субкомпактна модель автомобіля, що випускалася у 2002—2013 рр. (Z30) і продавалася під брендом Colt на міжнародному рівні.
Mitsubishi замінили цю серію у 2013 році на новіше покоління, яке повернулося до назви Mirage.
На додаток до цих невеликих автомобілів, «Colt» в народній мові Mitsubishi використовувався для не пов'язаних між собою транспортних засобів різних форм, про деякі йтиметься нижче. Ім'я також було відокремлено від Mitsubishi як незалежна марка на деяких ринках.
У 2023 році виробництво автомобілів з брендом Colt відновили на заводі Renault в Туреччині.

## Історія брендуColt

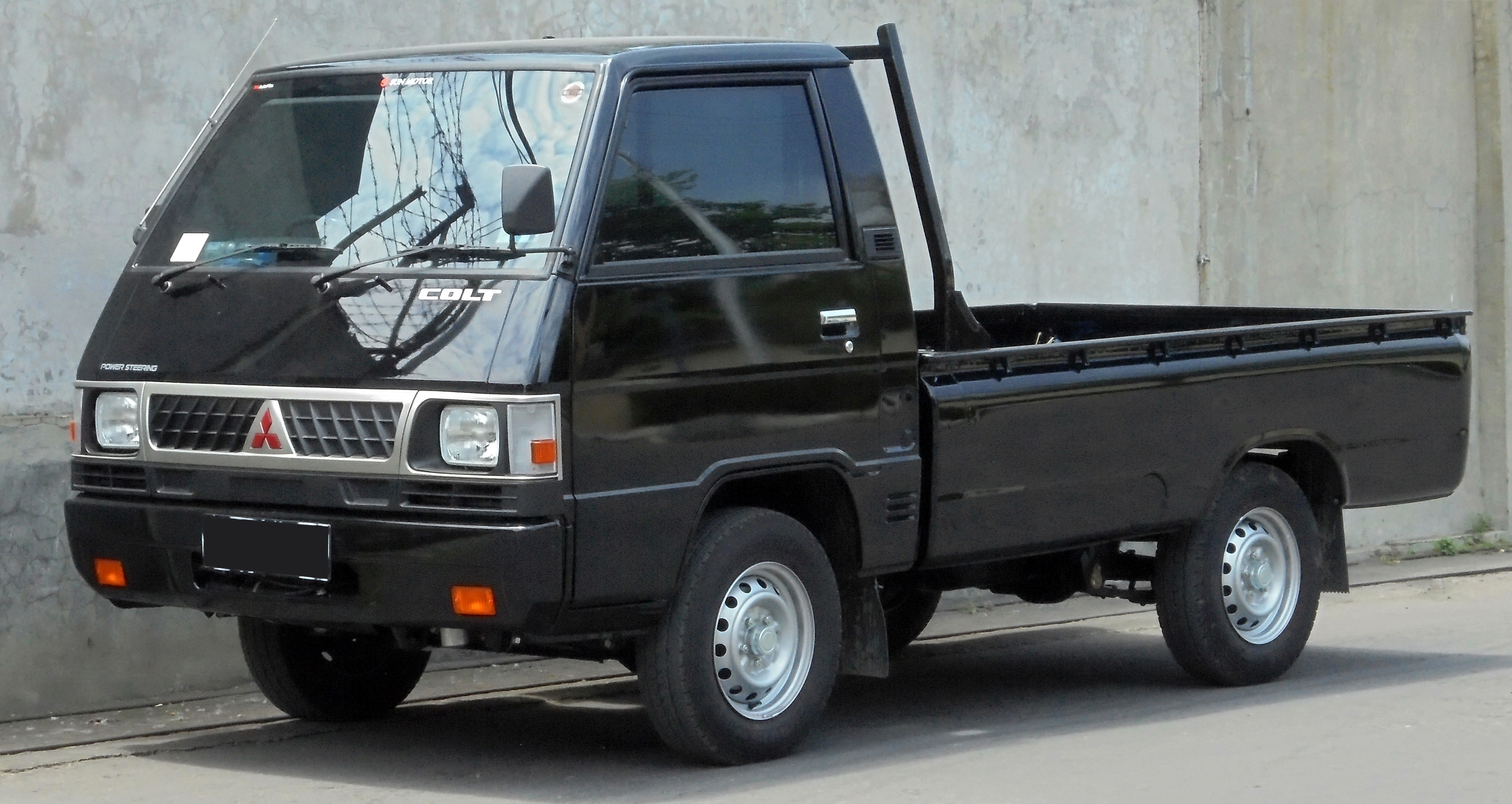
Mitsubishi Colt L300 Diesel pickup (Індонезія)

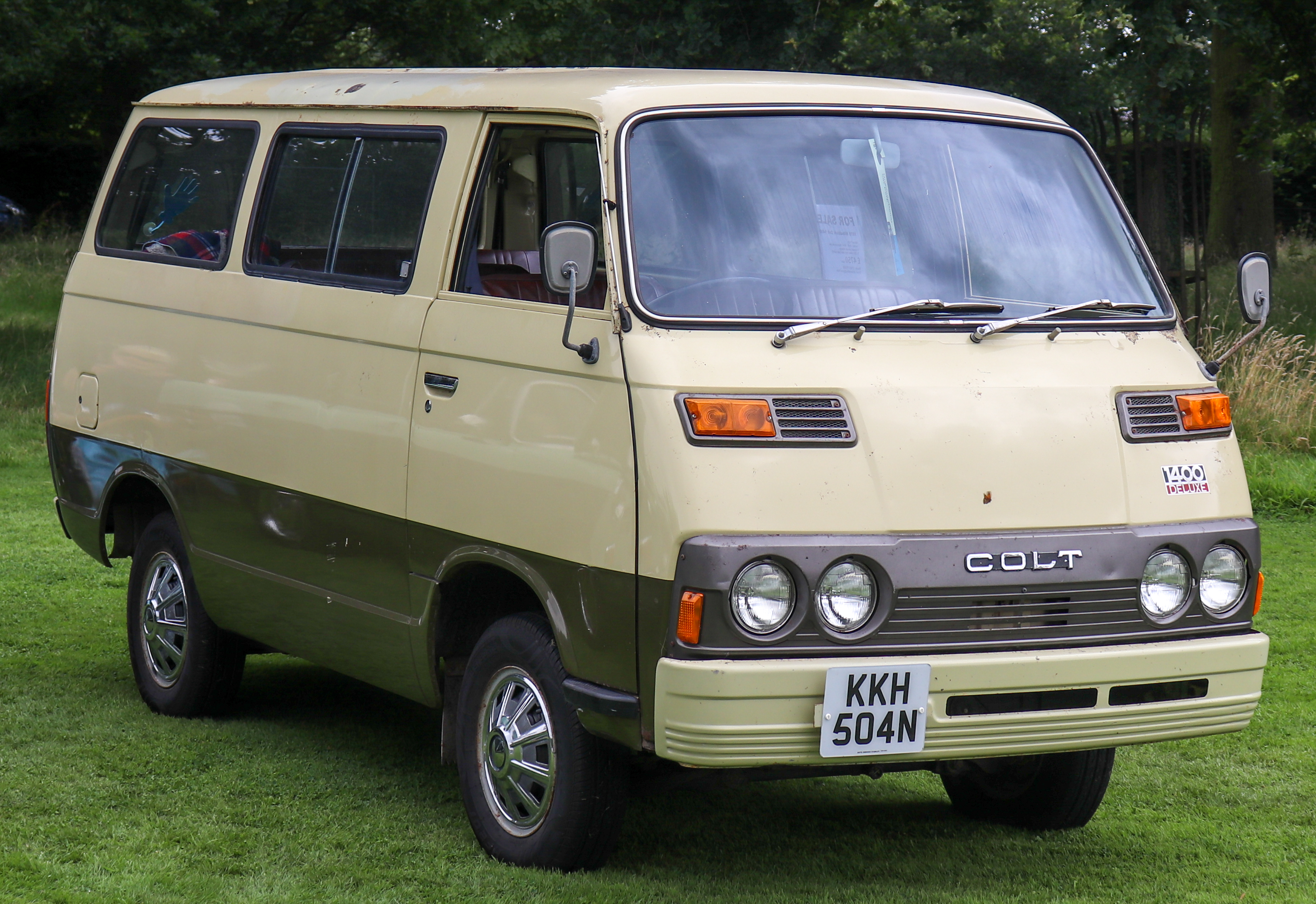
Mitsubishi Colt 1400 спереду

Бренд «Colt» вперше представлено в 1962 році, який починався як лінійка невеликих автомобілів, що продавалися переважно в Японії. Ці моделі продовжували існувати в різних схожих формах до 1971 року. У 1978—2002 рр. бренд застосовувався до експортних версій Mirage на ринках Європи і деякий час в Австралії. У 2002—2013 рр. бренд відносився до субкомпактного хетчбека (і похідних стилів кузова), який прийшов на зміну лінійці Mirage. На відміну від попереднього, брнду "Colt" використовувався на міжнародному рівні.
Різні інші, не пов'язані між собою моделі, з часом також отримали позначення «Colt». Пікап L200 у Південній Африці використовував бренд «Colt» в 1992—2008 рр. Бренд також використовується на експортних ринках для серії легких комерційних автомобілів, що складаються з «Colt T100/T120/L300/1400» на базі Delica (1968—дотепер), «Colt T120SS» на базі Suzuki Carry (1991—2019) та «Colt T200/Diesel» на базі Canter (1975—2022).
Colt також використовувався як марка в 1974—84 рр. компанією Colt Car Company для продажу автомобілів Mitsubishi у Великій Британії. У Новій Зеландії відмовилися від використання бренду Colt на користь назви Mitsubishi в 1970 році, після випуску моделі Galant "Dyna-wedge".

## Mitsubishi Colt 600, 800, 1000, 1100, 1200, 1500 (1962–1971)
Mitsubishi ввела модель «Colt» в 1962 році з моделлю Mitsubishi Colt 600, першої в лінійки сімейства малих автомобілів, що доповнило Mitsubishi 500, є першим післявоєнним пасажирським автомобілем. Colt 600 з двигуном NE35A об'ємом 594 см3, OHV, повітряного охолодження, рядний двоциліндровий. В цей час, Mitsubishi ще не існувало як автономної компанії, і автомобілі вироблялися трьома регіональними філіями Mitsubishi Heavy Industries. MHI, яка офіційно перестала існувати після Другої світової війни, була відновлена і з 1964 року працювала як єдине ціле, продовжуючи використовувати марку «Colt» до 1970-х років в Азії, і в 1980-і роки в Європі.
У 1965 році дебютував задньоприводний ліфтбек Colt 800.
У 1963 році дебютував задньоприводний седан Colt 1000.

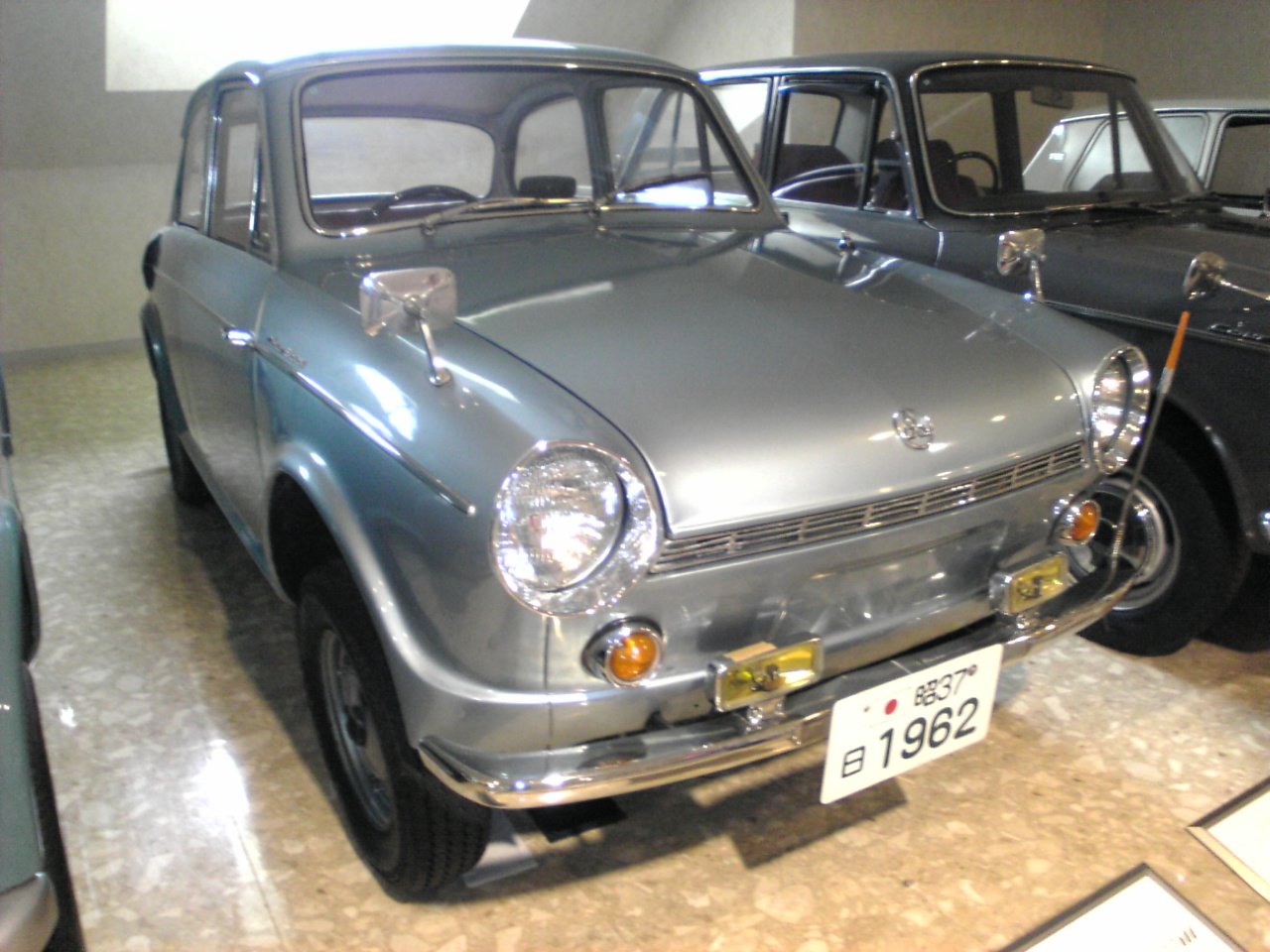
Mitsubishi Colt 600[en]
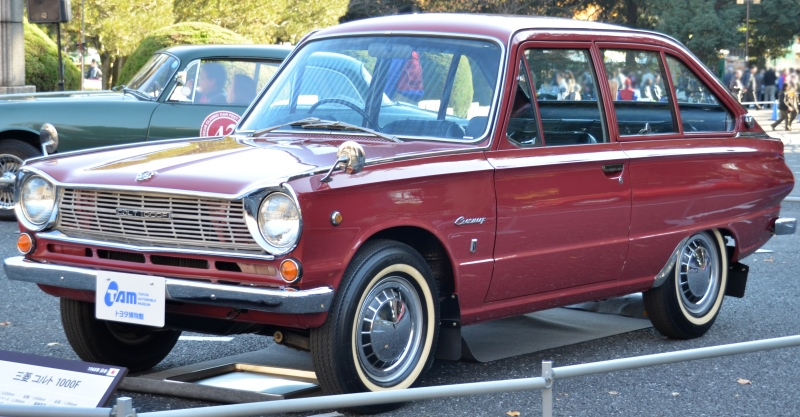
Mitsubishi Colt 1000F[en]
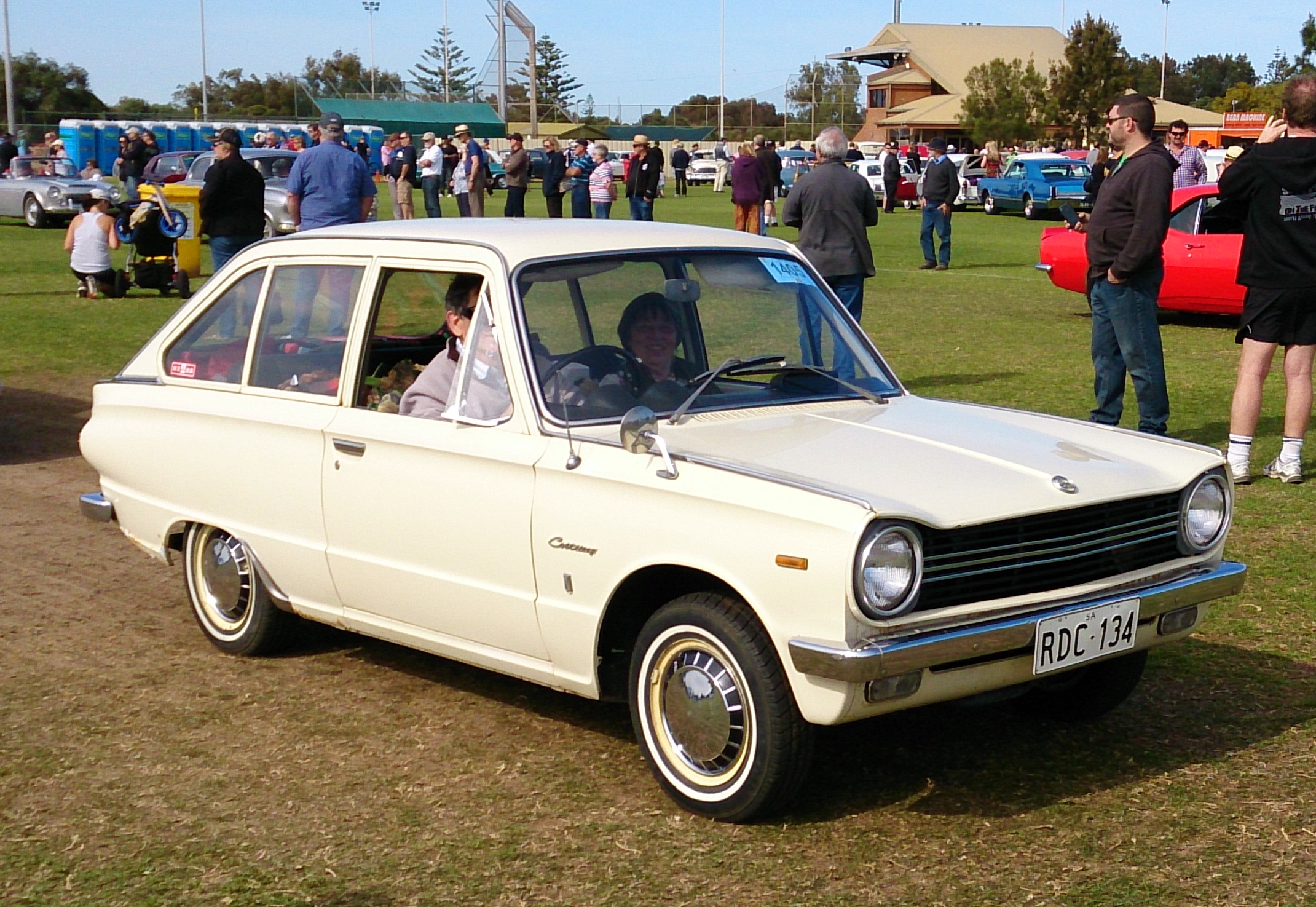
Mitsubishi Colt 1100F
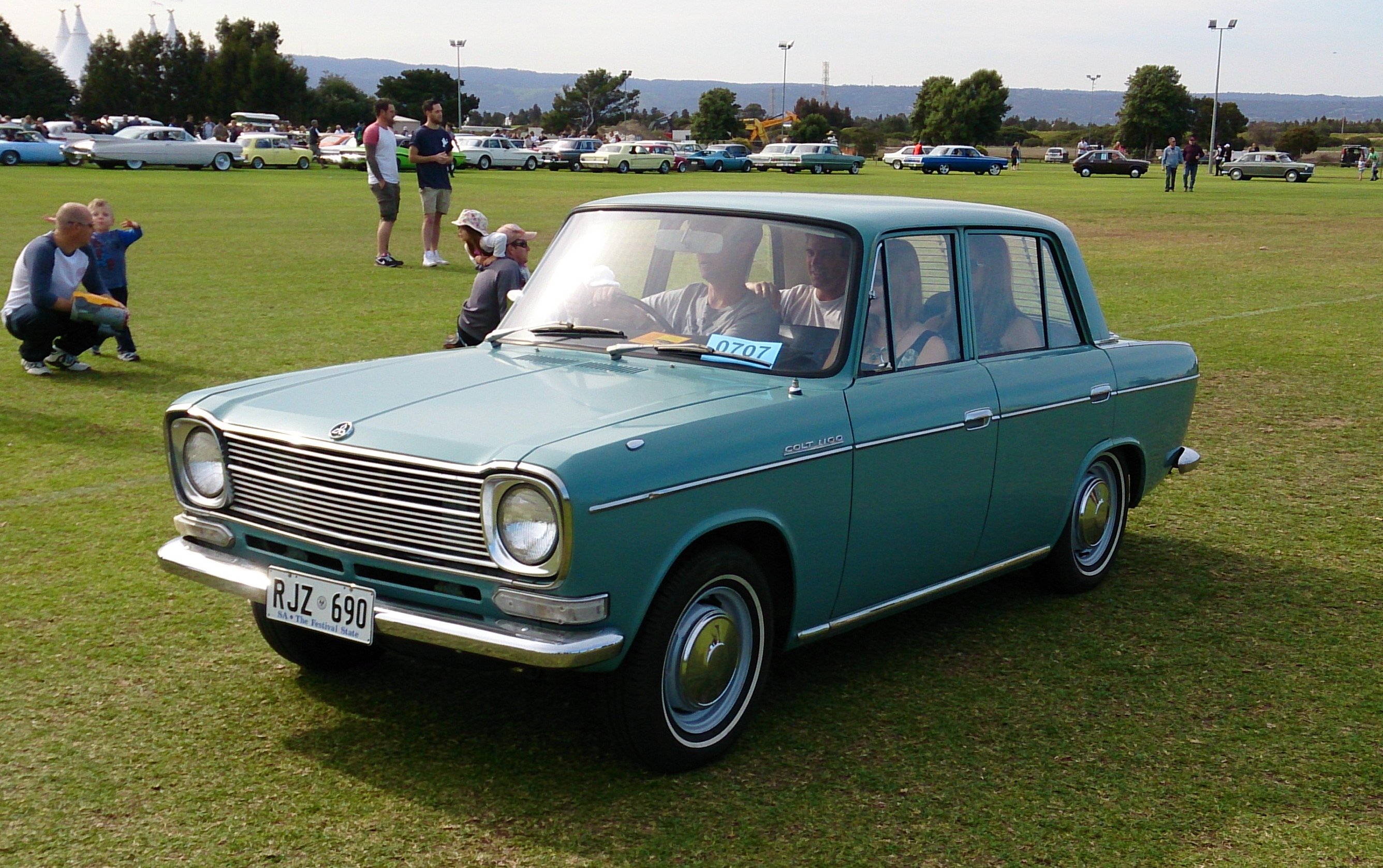
Mitsubishi Colt 1100[en]
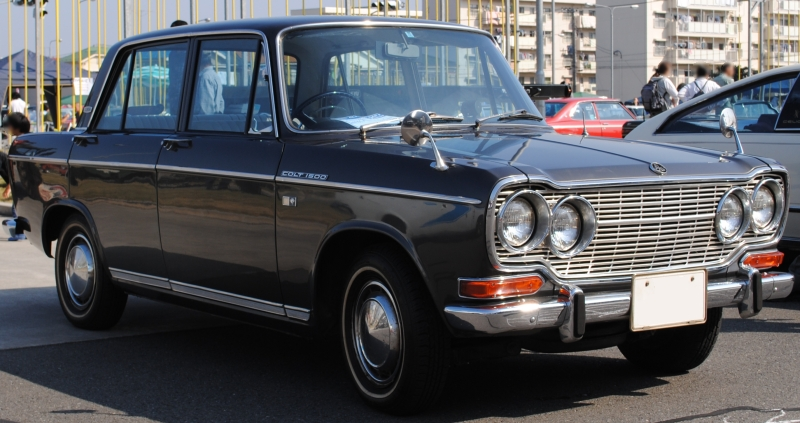
Mitsubishi Colt 1500[en]

## Coltна базі Mirage (1978—2002)
Mitsubishi знову представила шильдик Colt на передньопривідному хетчбеці в 1978 році, а седан був представлений пізніше в 1982 році. Colt продавався в Японії під назвою Mirage, і був доступний лише на таких ринках, як Європа та Австралія (де Кольт вироблявся компанією Mitsubishi Motors Australia з 1982 до кінця 1989 року).
П'ять поколінь Colt на базі Mirage були в продажу між 1978 та 2002 роками, нові покоління були випущені в 1983, 1987, 1991 та 1995 роках. Ці похідні моделі Mirage продавалися в різних формах і як Mitsubishi Lancer на багатьох ринках; шильдик Colt в Європі зазвичай обмежувався варіантами хетчбеків, а седани і універсали були відведені під назвою Lancer.
|           |
| 1978—1983 |

|           |
| 1983—1987 |

|           |
| 1987—1991 |

|           |
| 1991—1995 |

|           |
| 1995—2002 |

### Mitsubishi Colt A150 (1978—1983)

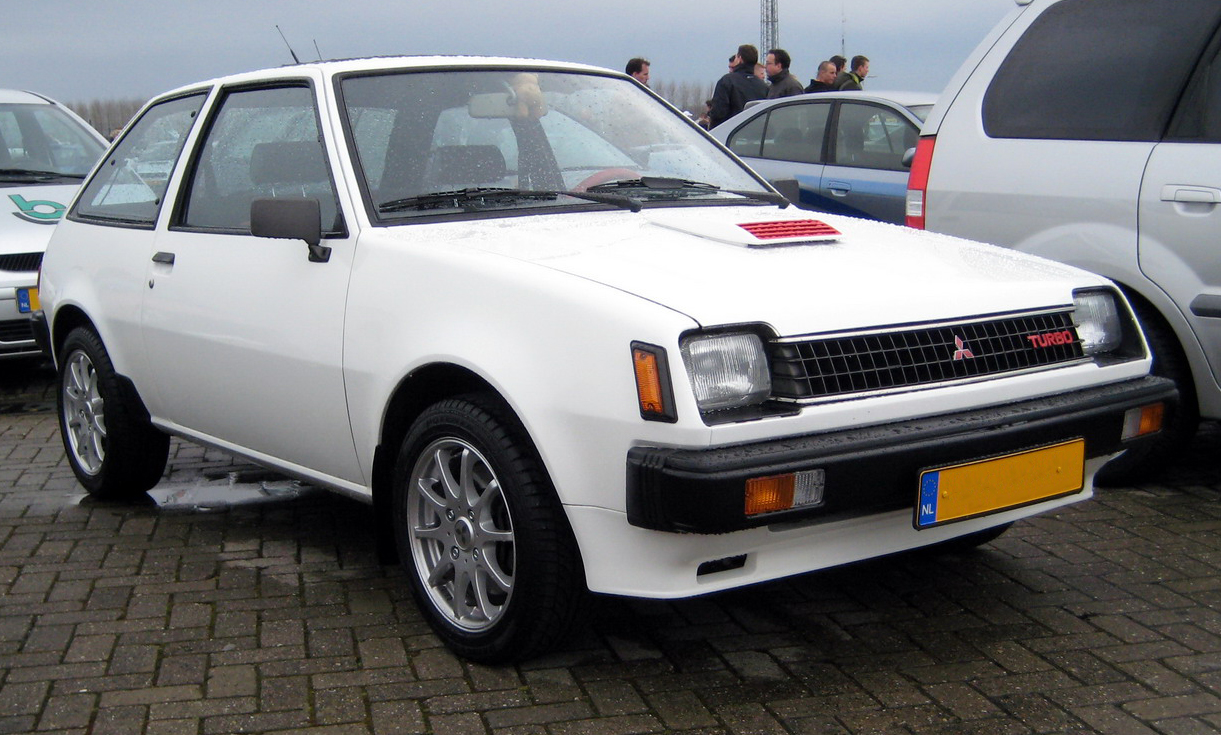
Mitsubishi Colt 4

Перший передньоприводний Mitsubishi Colt дебютував у 1978 році в кузові 3 і 5-дверний хетчбеки і седан.

### Mitsubishi Colt C10 (1983—1987)

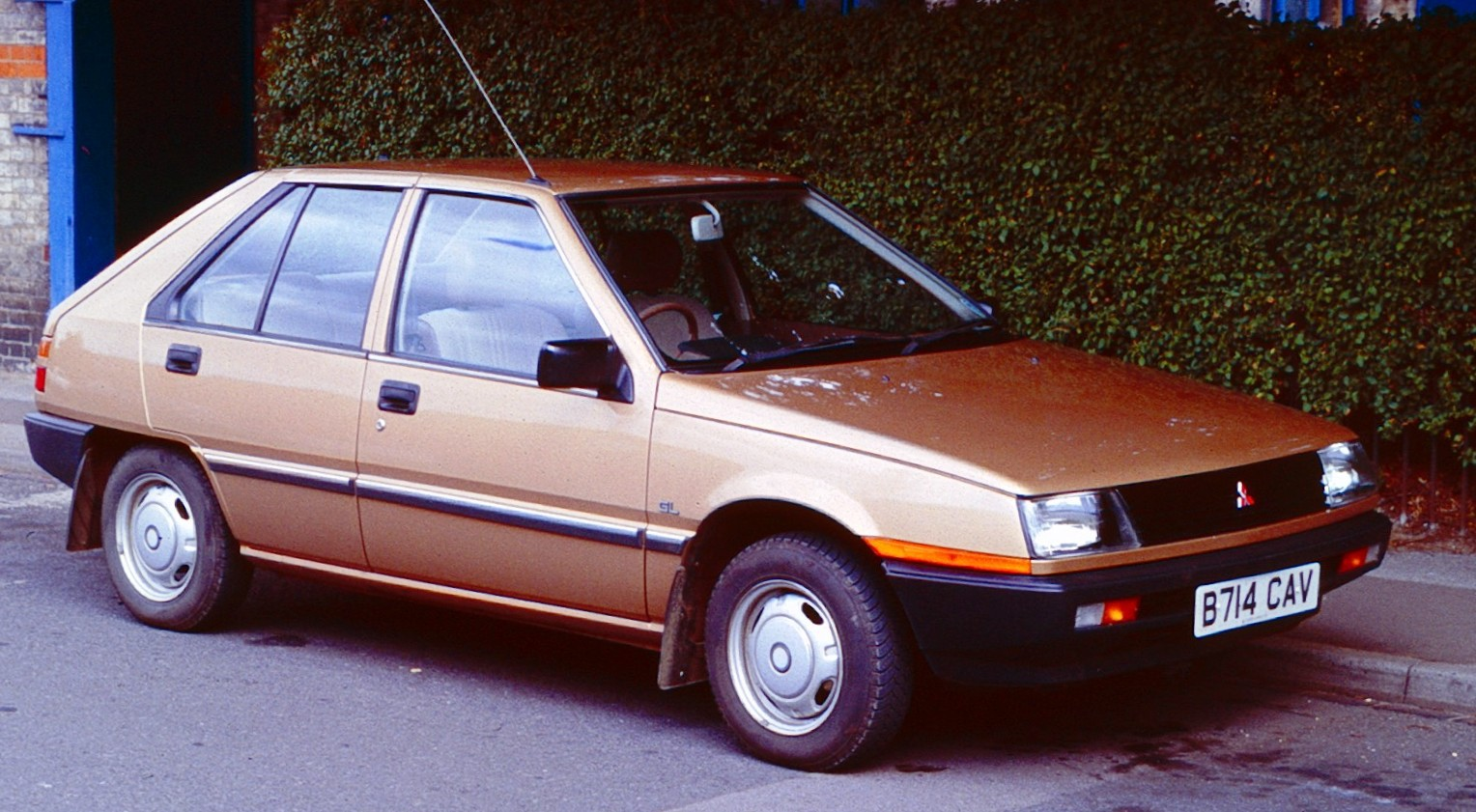
Mitsubishi Colt 5

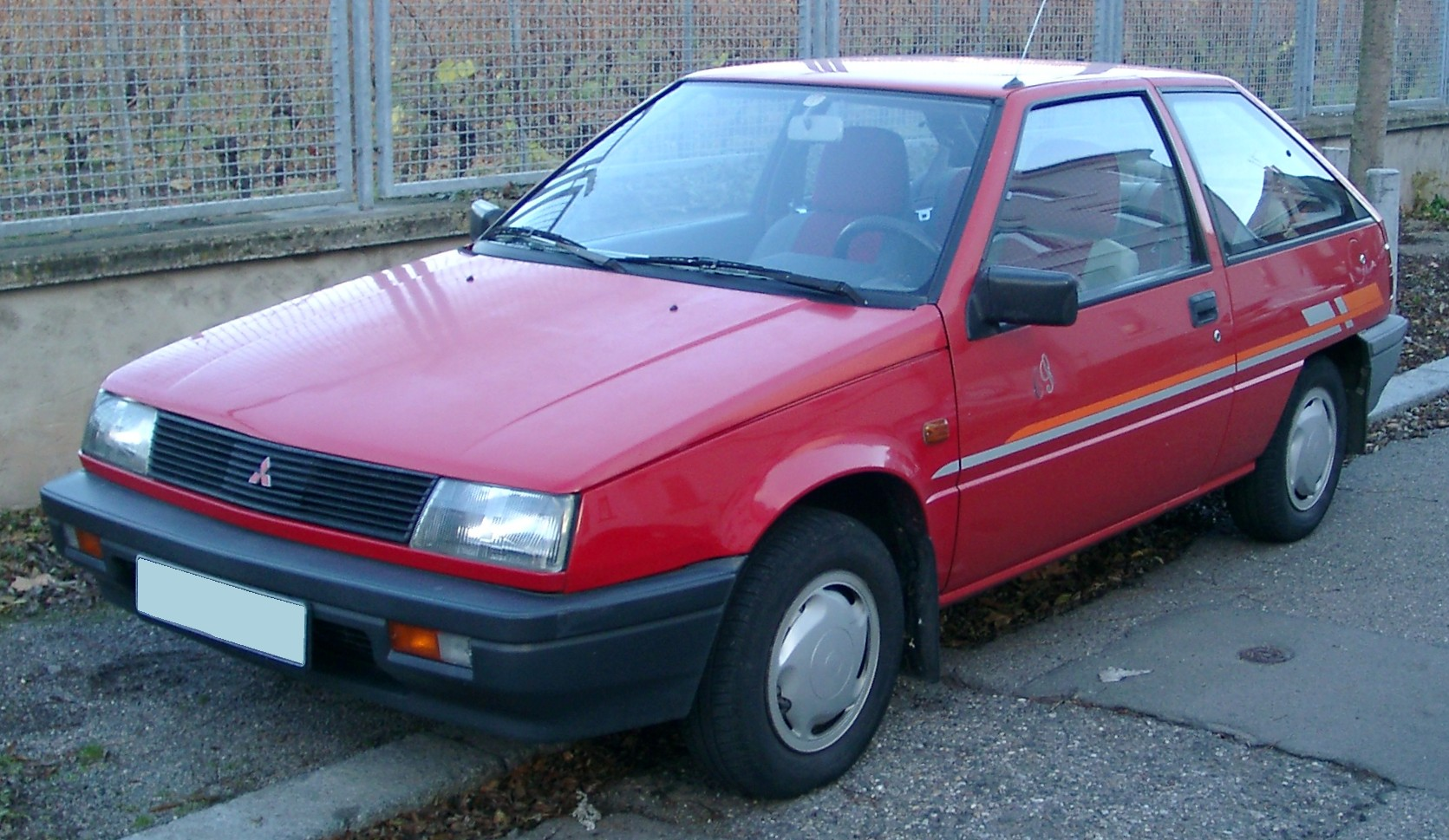
Mitsubishi Colt 5

У 1984 році представлено Colt п'ятого покоління в кузові 3-х і 5-ти дверний хетчбек. З'явилися двигуни з уприскуванням палива і турбонагнітачами. Топ-версія, оснащувалася двигуном з турбонадувом (1,6 л, 125 к.с.). Новинкою став дизель об'ємом 1,8 л. Крім того, спочатку пропонувалася модифікація з 1,5 л двигуном, оснащеним системою MD (Modulated Displacement — регульований робочий об'єм). Вона дозволяла на деякий час відключати два циліндри з чотирьох і тим самим економити від 10 % до 20 % палива.
Двигуни
Бензинові двигуни:
- 1,2 л, 55-60 к.с., 02.1984—03.1988
- 1,5 л, 70-75 к.с., 08.1985—03.1988
- 1.6 л турбонаддувом, 125 к.с., 02.1984—03.1988
- 1,6 л турбонаддув, 105 к.с., 07.1986—03.1988

Дизельні двигуни:
- 1,8 л, 58 к.с., 02.1984—09.1986
- 1.8 л, 60 к.с., 09.1986—03.1988

### Mitsubishi Colt C50 (1987—1991)

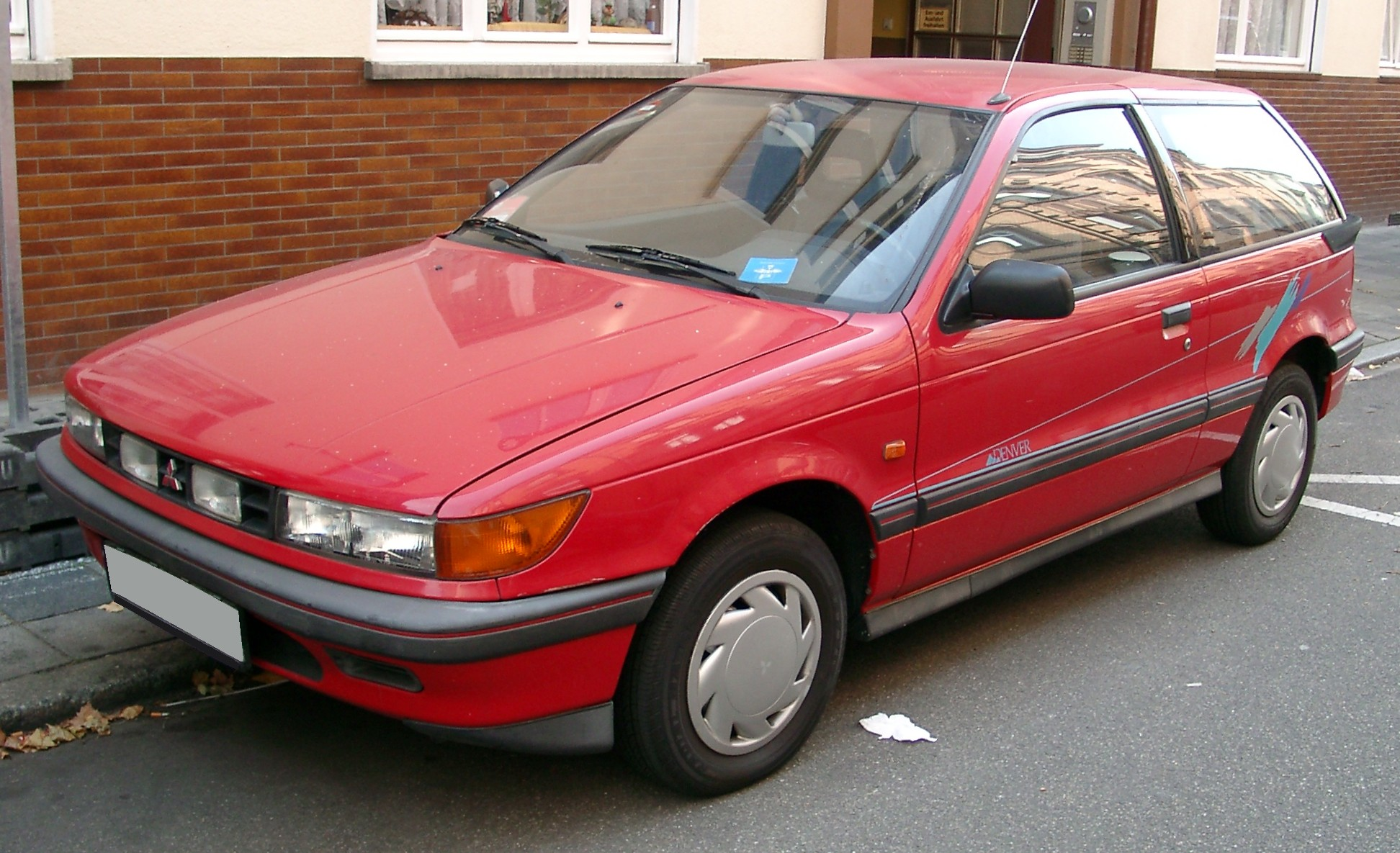
Mitsubishi Colt 6

У 1988 році з'явився Colt шостого покоління. Автомобіль пропонувався з одним типам кузова — тридверний хетчбек. На вибір пропонували п'ять двигунів, включаючи 16-клапанний об'ємом 1,8 л (136 к.с.) та дизель об'ємом 1,8 л (60 к.с.). На базовій модифікації Lancer 1,3 встановлювався карбюраторний мотор потужністю 60 к.с., а інші бензинові двигуни оснащувалися системою впорскування палива. Пропонувалися і повнопривідні версії.
Двигуни
Бензинові двигуни:
- 1.3 8V, OHC (4G13), 60 к.с., крутний момент 96 Нм при 3000 об/хв (04.1988—06.1990)
- 1.3 12V, OHC (4G13), 75 к.с., крутний момент 102 Нм при 4000 об/хв (07.90—03.1992)
- 1.5 8V, OHC (4G15), 84 к.с., крутний момент 122 Нм при 3000 об/хв (04.1988—06.1990)
- 1,5 12В, OHC (4G15), 90 к.с., крутний момент 126 Нм при 3000 об/хв (07.1990—03.1992)
- 1.6 GTi 16V, DOHC (4G61), 124 к.с., крутний момент 142 Нм при 5000 об/хв (04.1988—02.1990)
- 1.8 GTi 16V, DOHC (4G67), 136 к.с., крутний момент 162 Нм при 5000 об/хв (03.1990—03.1992)

Дизельний двигун:
- 1.8 8V OHC (4D65), 60 к.с., крутний момент 113 Нм при 3000 об/хв (04.1988—03.1992)

### Mitsubishi Colt CAO (1991—1995)

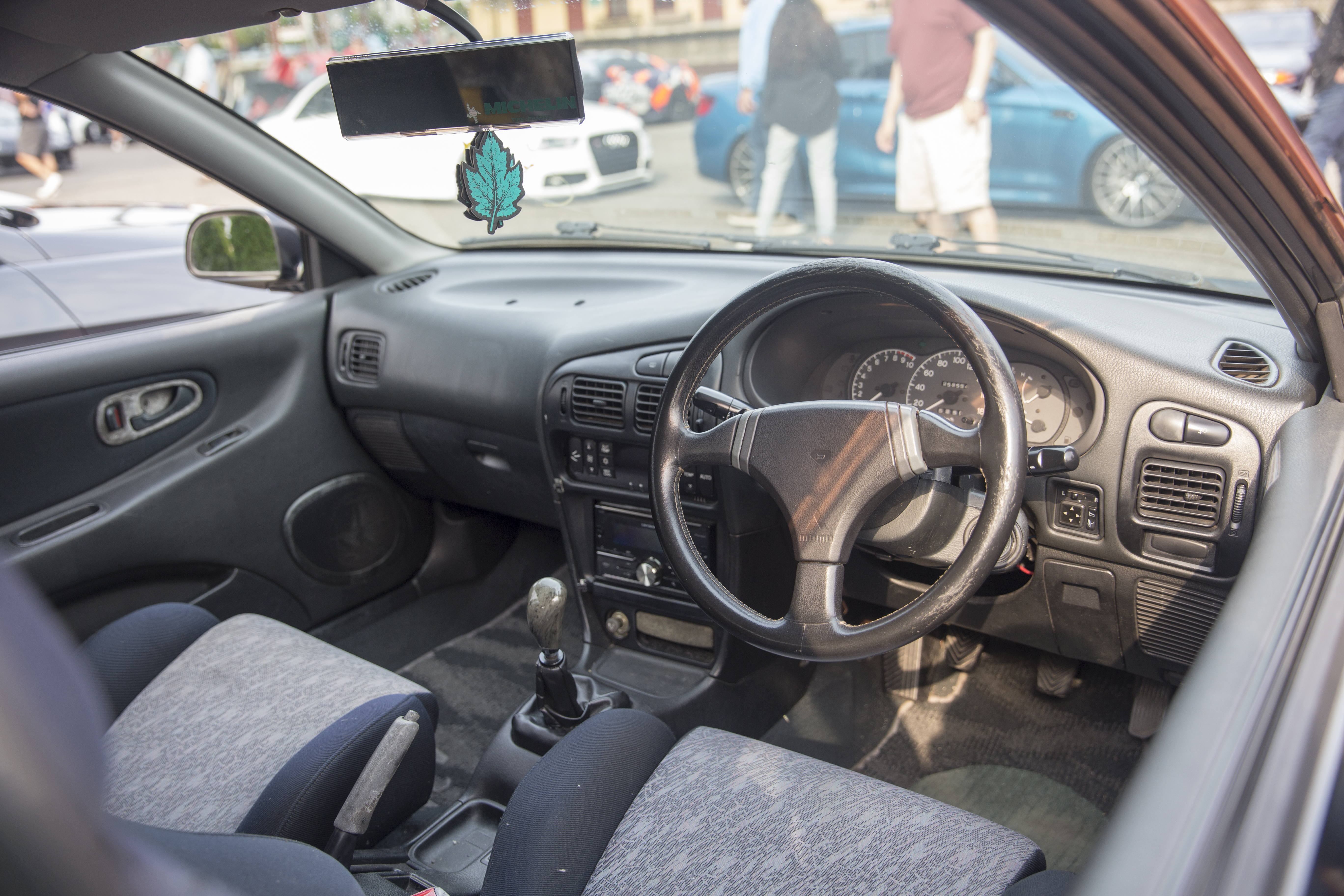

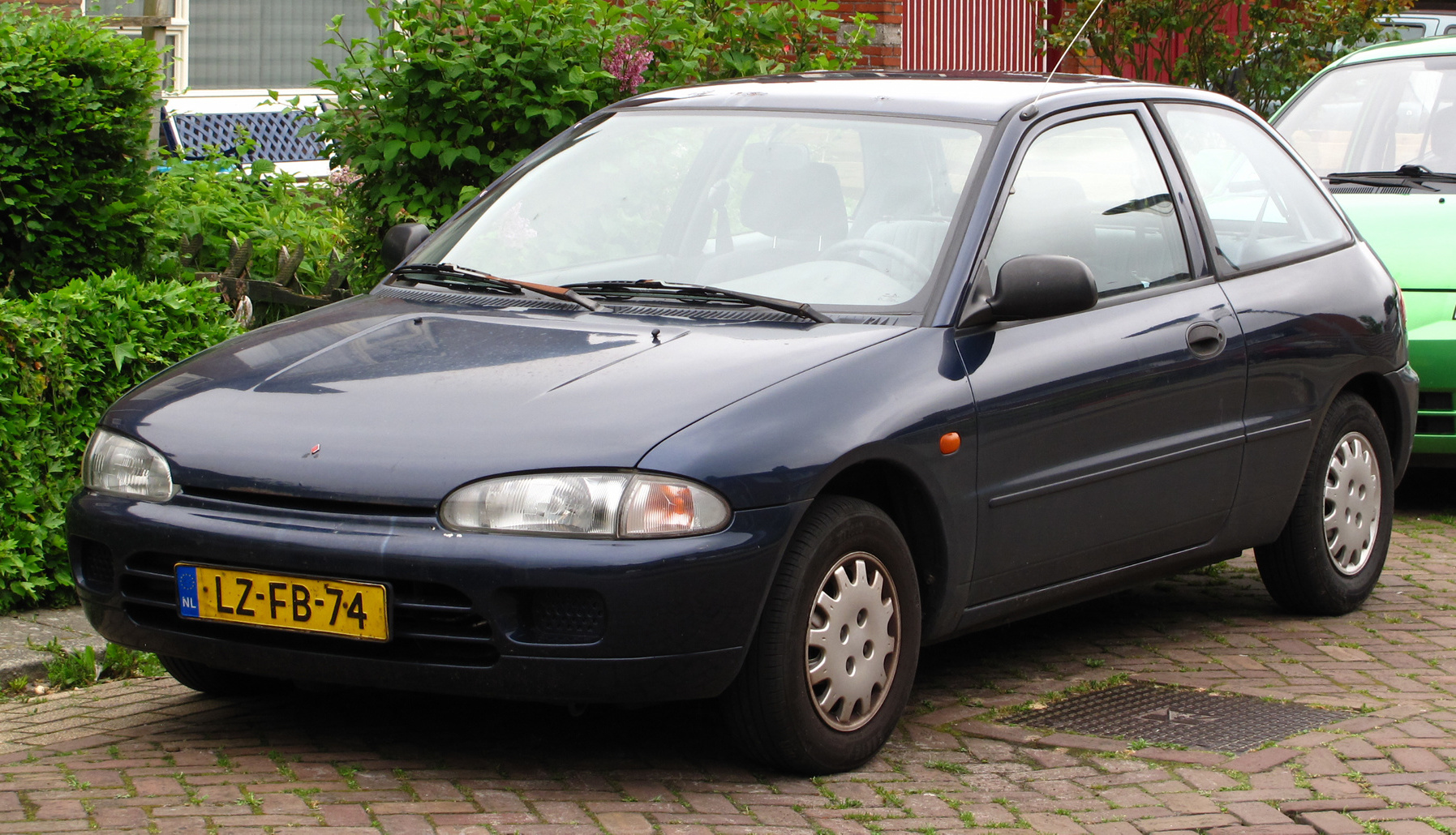
Mitsubishi Colt 7

У 1992 році представлений Colt сьомого покоління. Автомобіль пропонувався виключно як тридверний хетчбек. Для Європи пропонувалися два двигуни — бензинові об'ємом 1,3 і 1,6 л. Поряд з широким вибором різних двигунів всі модифікації комплектувалися автоматичними коробками передач з електронним управлінням і оригінальними адаптивними АКПП Mitsubishi INVECS-4A/T. Автомобіль відрізнявся високим рівнем активної і пасивної безпеки, найкращою в своєму класі керованістю і паливною економічністю.
На європейському ринку пропонувалась версія Colt GTi з двигуном 1.8 л 16V (4G93) потужністю 140 к.с.
Для японського ринку пропонувалася спортивна модифікація Colt під назвою «Mirage Cyborg» з двигуном 1.6 л 16V (4G92 MIVEC) потужністю 175 к.с.
Двигуни
- 1.3 ELi\GLi 12V (4G13), 75 к.с., 1992—1996
- 1.5 ELi\GLi 12V (4G15), 90 к.с., 1992—1993
- 1.6 GLi\GLXi 16V (4G92 MVV), 90 к.с., 1994—1996
- 1.6 GLXi 16V (4G92), 113 к.с., 1992—1996
- 1.6 16V (4G92 MIVEC), MIRAGE CYBORG R, 175 к.с., 1992—1996 (Японія)
- 1.8 GTi 16V (4G93), 140 к.с., 1992—1996

### Mitsubishi Colt CJO (1995—2002)

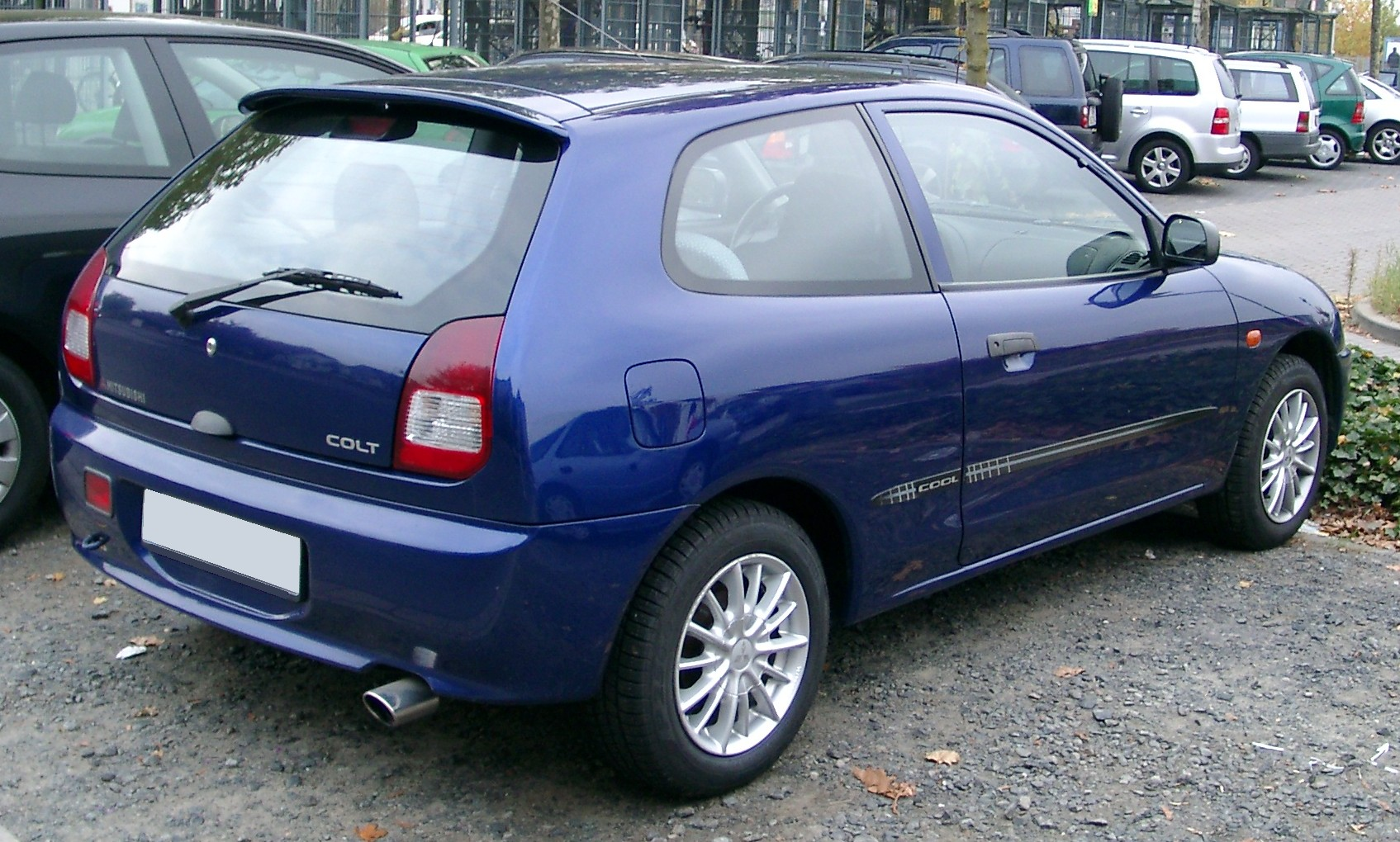

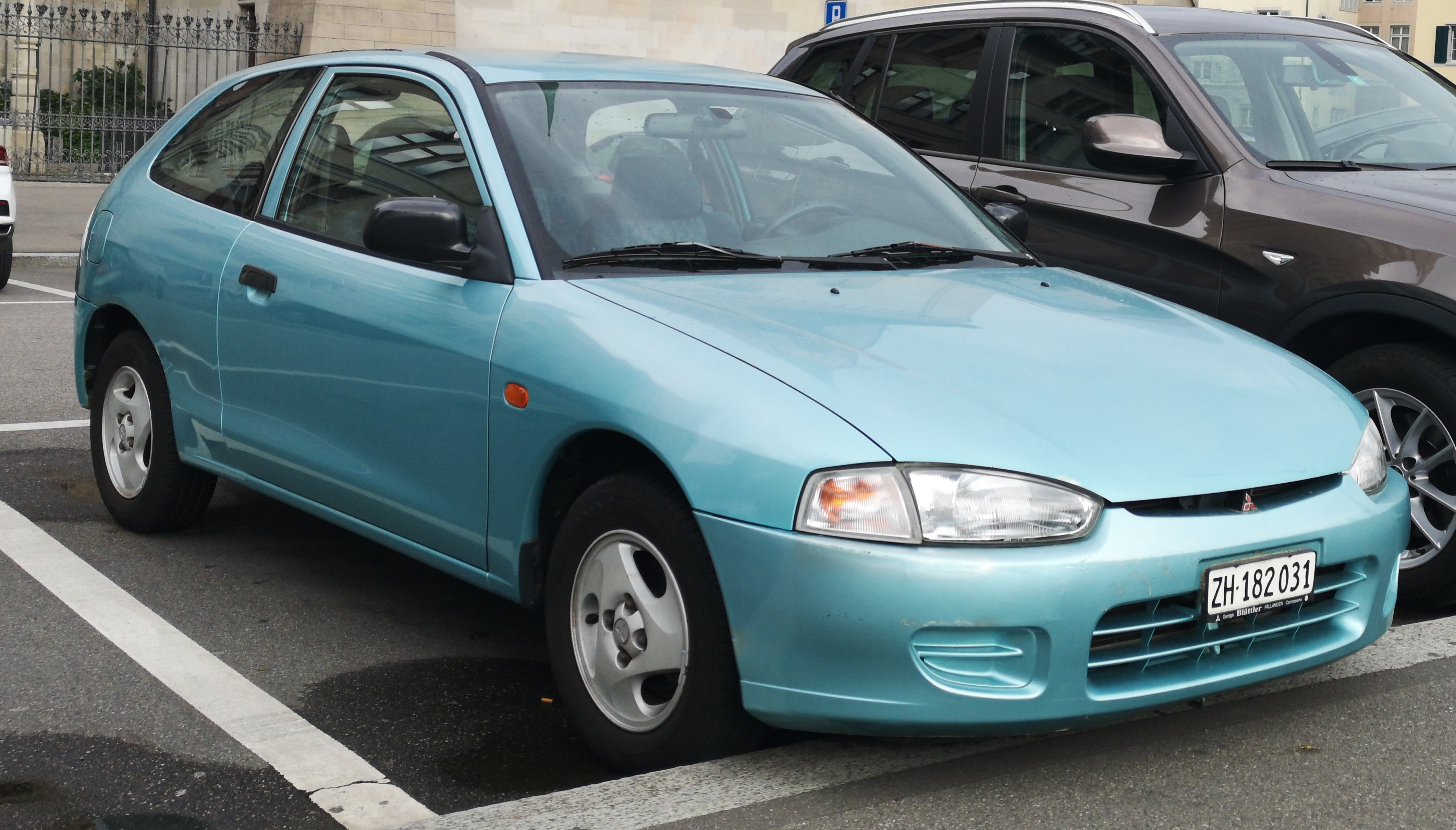
Mitsubishi Colt 8

У 1996 році дебютував Mitsubishi Colt восьмого покоління з грубішим і кутастим екстер'єром. З доступних кузовів був тільки тридверний хетчбек. Стандартним обладнанням стала подушка безпеки водія, а пасажирська подушка пропонувалася за доплату. Європейським покупцям пропонувалися два бензинові мотори об'ємом 1,3 і 1,6 л. В інших країнах вибір силових агрегатів був ширшим.
Для японського ринку пропонувалася спортивна модифікація Colt під назвою «Mirage Cyborg» з двигуном 1.6 16V (4G92 MIVEC) потужністю 175 к.с.
Двигуни
- 1,3 л, 1298 см³, 75 к.с., 1996—2000
- 1,3 л, 1298 см³, 82 к.с., 2000—2003
- 1,6 л, 1597 см³, 90 к.с., 1996—2000
- 1,6 л, 1597 см³, 103 к.с., 2000—2003
- 1.6 16V (4G92 MIVEC), MIRAGE CYBORG R, 175 к.с., 1996—2003 (Японія)

## Mitsubishi Colt Z30 (2002—2012)

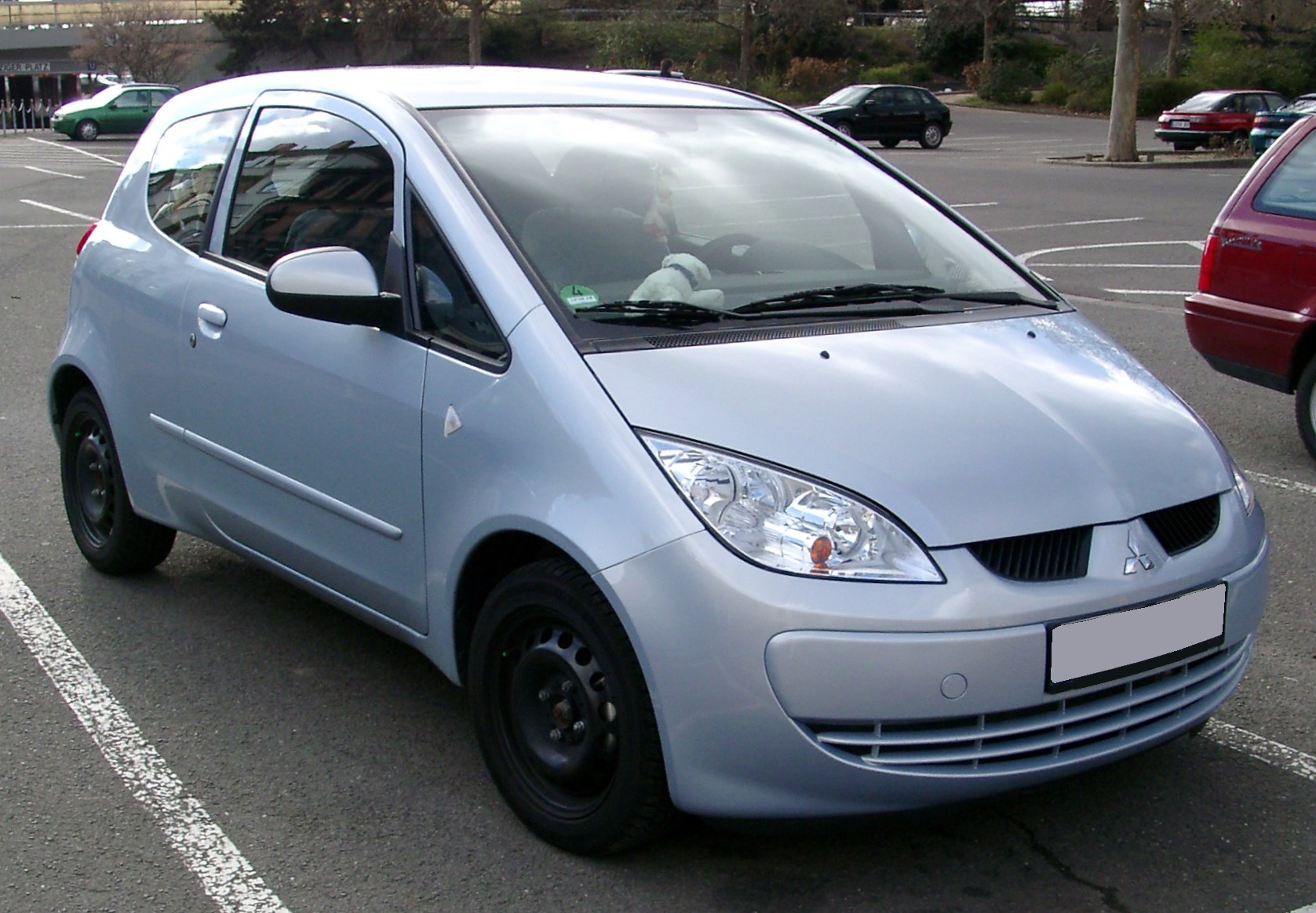
Mitsubishi Colt 9 (Європа; 2004—2008)

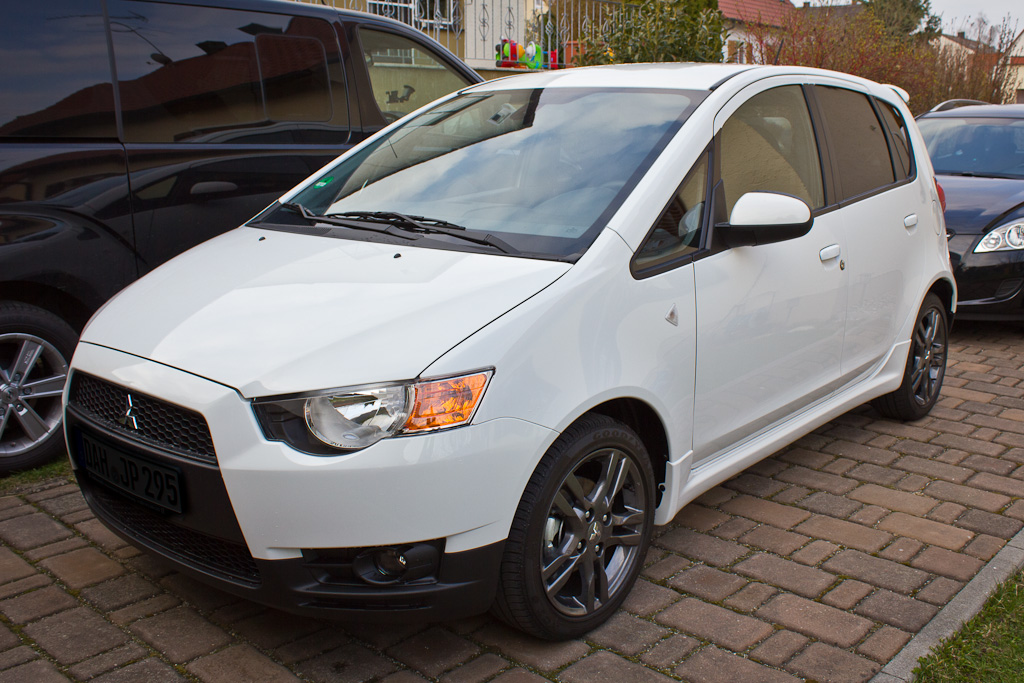
Mitsubishi Colt 9 (2008—2012)

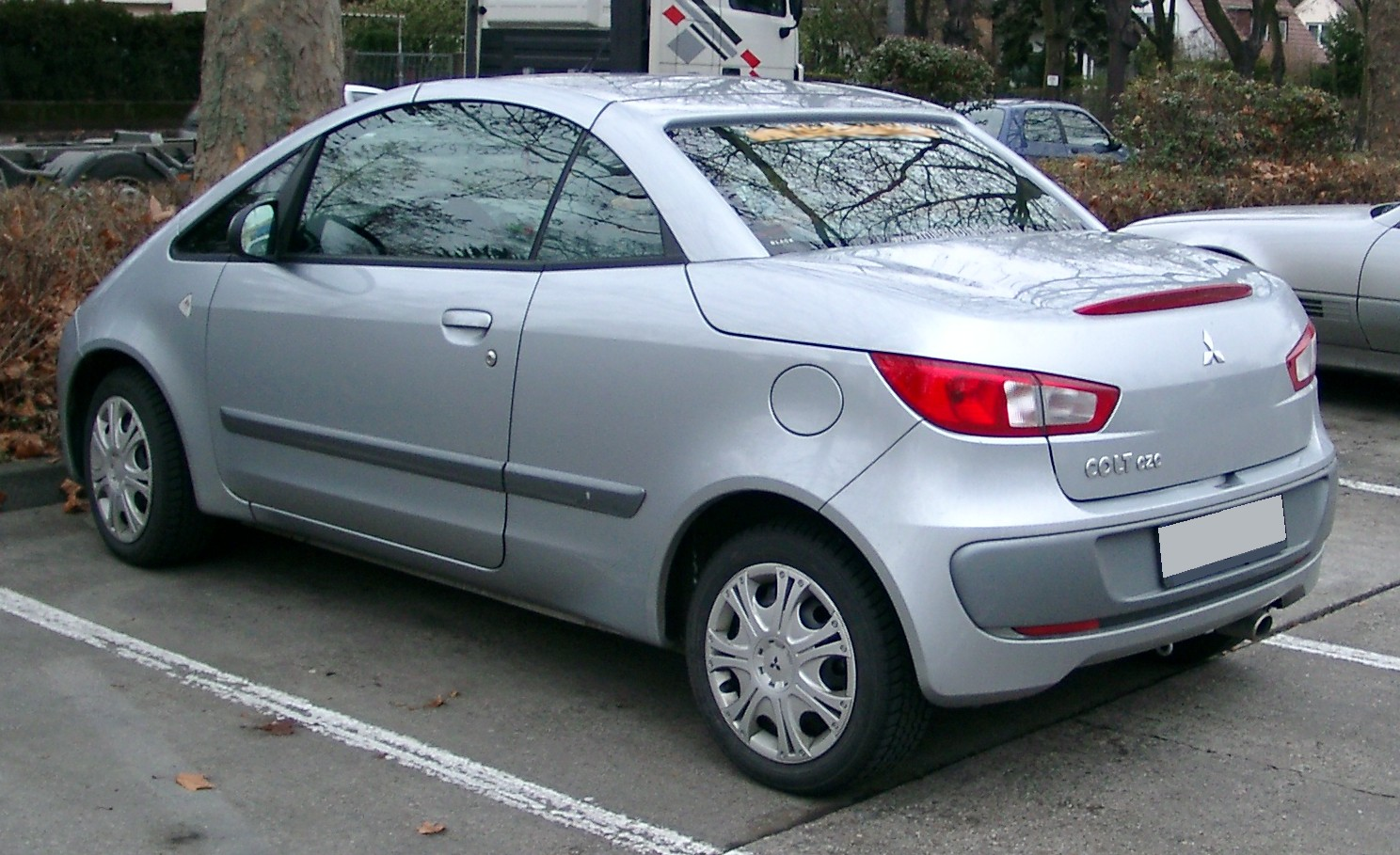
Mitsubishi Colt CZC

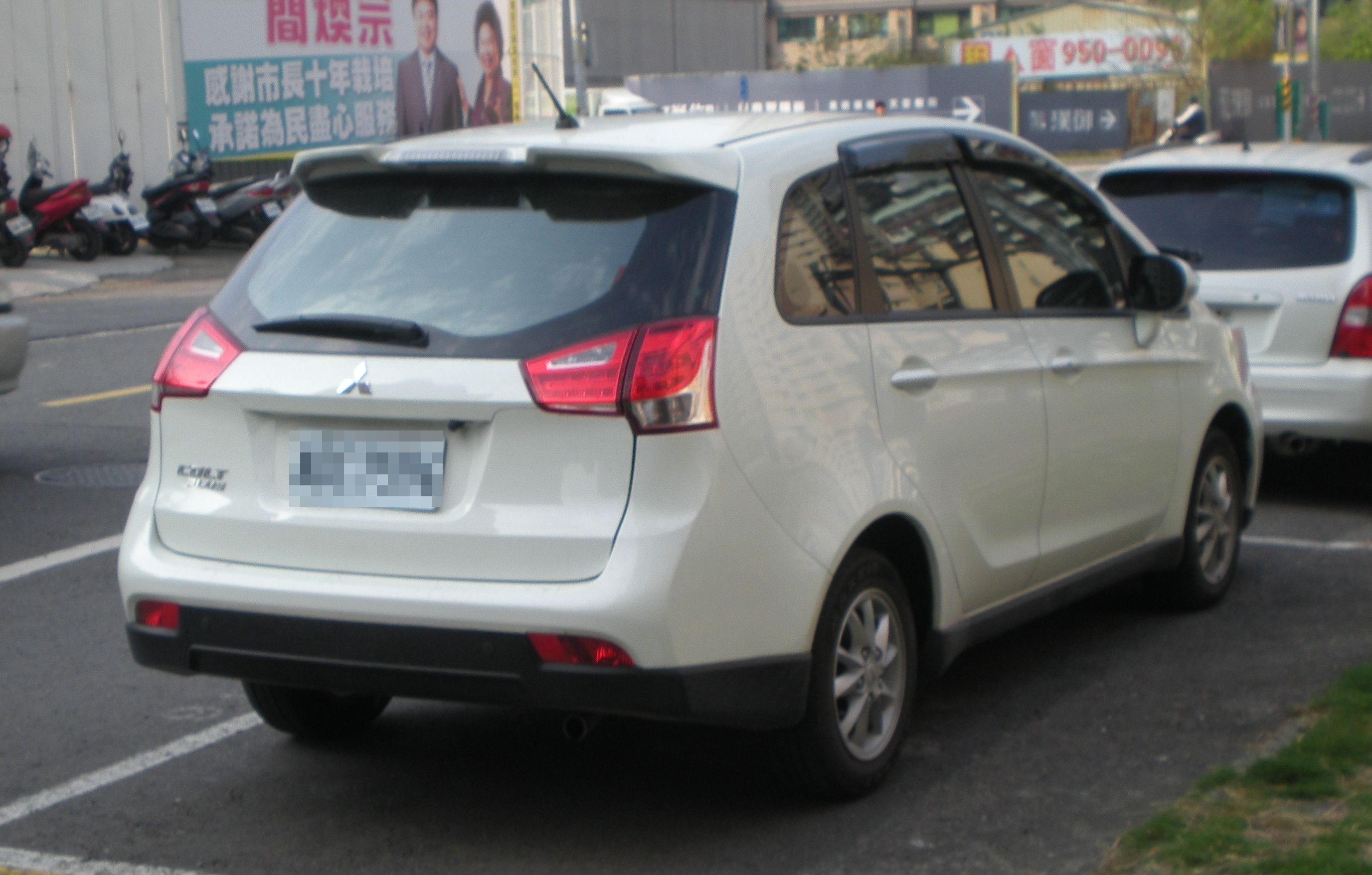
Mitsubishi Colt Plus

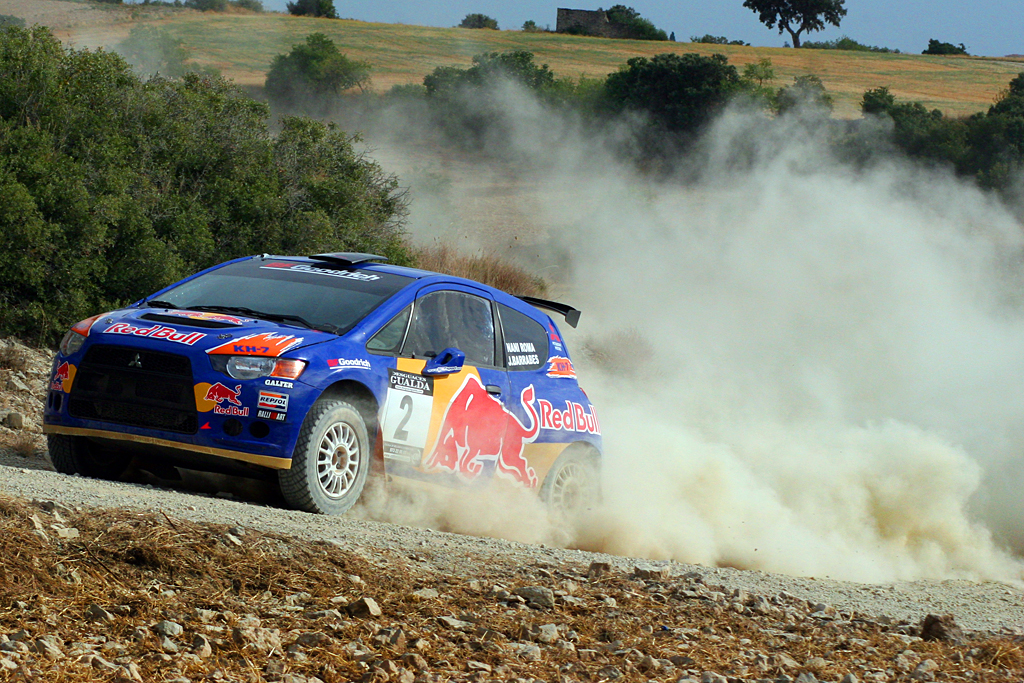
ралійний Mitsubishi Colt Evo

У 2004 році стартувало виробництво хетчбека Mitsubishi Colt Z30, який випускається в Японії та Нідерландах. Автомобіль побудовано на спільній платформі з Smart Forfour першого покоління.
Mitsubishi Colt Z30 належить до B-сегменту по європейській класифікації, і відрізняється великим по висоті п'ятимісним салоном. У стандарті об'єм багажника хетчбека становить 220 літрів (стандарт VDA), при зрушених вперед задніх сидіннях простір збільшується до 315 літрів, присутня можливість повністю видалити другий ряд крісел, в такому випадку обсяг багажника складе 645 літрів.
Крім 3- і 5-дверного хетчбека виготовлялась версія купе-кабріолета зі складаним металевим дахом під назвою Mitsubishi Colt CZC (які доопрацьовувались італійською Pininfarina) та компактвена під назвою Mitsubishi Colt Plus.
Mitsubishi Colt шостого покоління на різних ринках пропонується з 1.1-, 1.3-, і 1.5-літровими бензиновими двигунами. Ці мотори виробляються на заводі MDC Power (Німеччина), що належить корпорації DaimlerChrysler. Також у деяких країнах у продажу присутні версії з дизельним мотором.
Найпоширенішою версією сучасного Mitsubishi Colt на європейському ринку є автомобіль з 1.3-літровим 95-сильним 16-клапанним бензиновим двигуном. Коробки передач, механічна 5-тиступеневою і роботизована 6-тиступеневою, розроблені компанією Getrag. Повнопривідних модифікацій сучасного хетчбека не існує ні на одному з ринків.
Базова комплектація включає стандартний набір обладнання і функцій для всіх моделей Mitsubishi Colt: CD-плеєр з підтримкою MP3, електричні склопідйомники, гідропідсилювач керма, систему безконтактного доступу, антиблокувальну систему, кондиціонер, систему круїз-контролю, подушки безпеки для водія і пасажирів, кріплення ISOFIX для дитячих крісел, ремені безпеки з пристроєм попереднього натягу. 
У 2008 році компактні авто. що збираються в Голландії  зазнали рестайлінгу, який зробив хетчбеки схожими на сучасні Mitsubishi Lancer, в той же час автомобілі, вироблені в Японії зміни не зазнали.

### Двигуни
Бензинові двигуни:
- 1.1 л 3A91 Р3 75 к.с.
- 1.3 л 4A90 Р4 95 к.с.
- 1.5 л 4A91 Р4 109 к.с.
- 1.5 л 4G15 turbo Р4 150-197 к.с.

Дизельні двигуни:
- 1.5 л OM639 Di-D Р3 68 к.с.
- 1.5 л OM639 Di-D Р3 95 к.с.
- 1.9 л F9Q  Di-D Р4 95 к.с.

### Фейсліфти Colt Plus (лише Тайвань)
У 2013 році China Motor Corporation (CMC), як дилер автомобілів Mitsubishi в Тайвані, провела великий рестайлінг Colt Plus. Це другий рестайлінг поточного покоління Colt Plus, а також найбільший рестайлінг, коли кожна окрема панель кузова була перероблена та модернізована, а колеса з 4 болтових коліс до 5 болтових коліс. Оновлений Colt Plus залишається у продажу в Тайвані поряд з іншими моделями Mitsubishi, які давно служать, такими як Grand Lancer (Lancer EX), оновленою версією як наступне покоління міжнародної моделі 2007 року та оновленою версією третього покоління Delica. Новий Colt Plus X-Sports з додатковою пластиковою обшивкою зовні також доступний ексклюзивно в Тайвані.
У червні 2017 року CMC випустила третій рестайлінг для поточного покоління Colt Plus, що включив дизайн Dynamic Shield, який використовувався на різних пізніх моделях Mitsubishi, включаючи Outlander, Eclipse Cross і Grand Lancer.

## Mitsubishi Mirage, Space Star, Mirage G4, Attrage (2012–2024)
У 2012 році Colt перейменовано назад на Mirage. Це покоління було представлено як концепт-кар на Женевському міжнародному автосалоні 2011 року, а серійні автомобілі були представлені на Токійському автосалоні 2011 року. Для деяких європейських ринків використовувалась назва Mitsubishi Space Star. Код моделі — A00, хоча в Австралії він позначається як LA; седан версія має код A10, й відома на ринках під назвами Mitsubishi Attrage та Mirage G4.

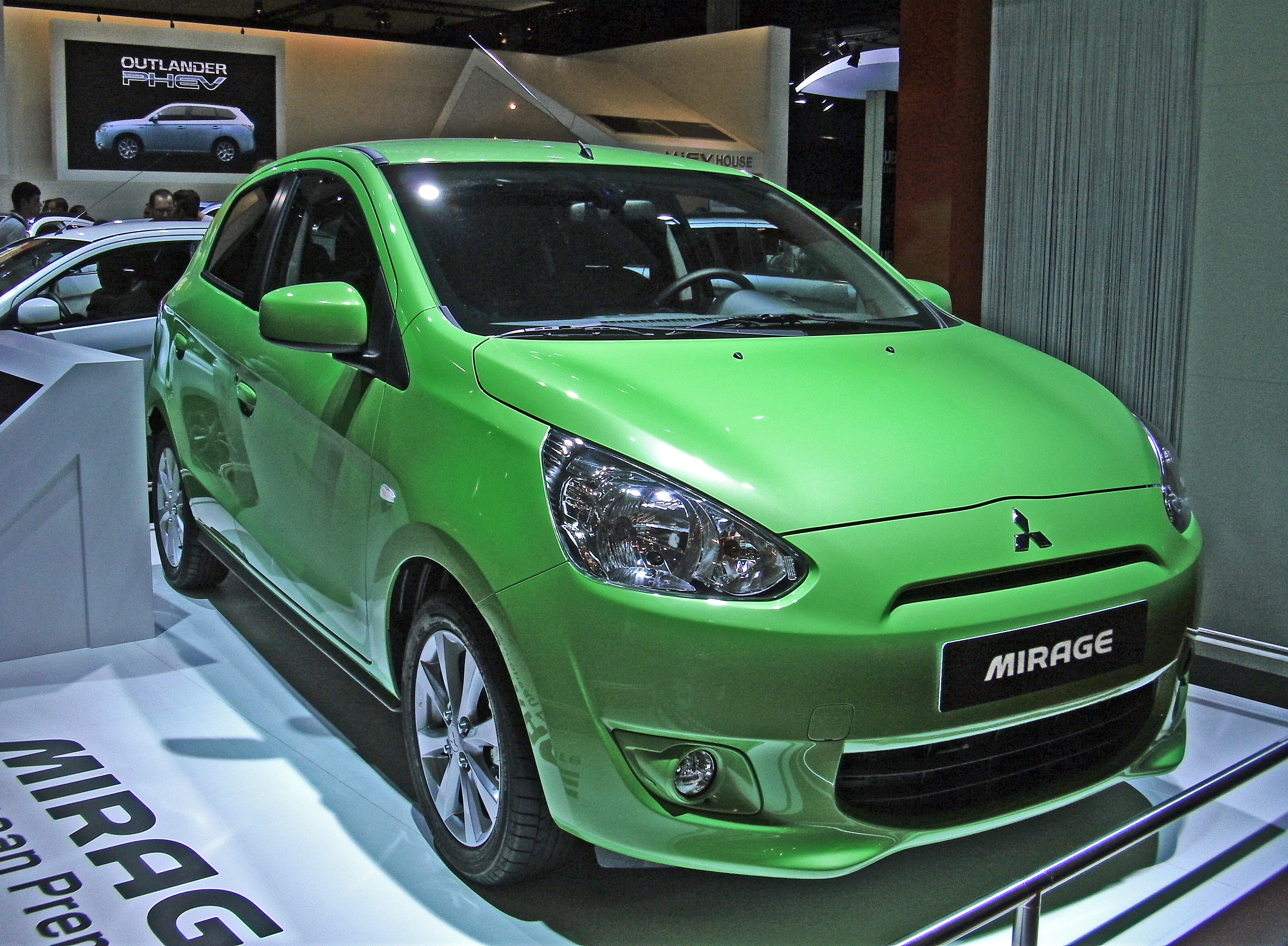
Mitsubishi Mirage (Париж, 2012)
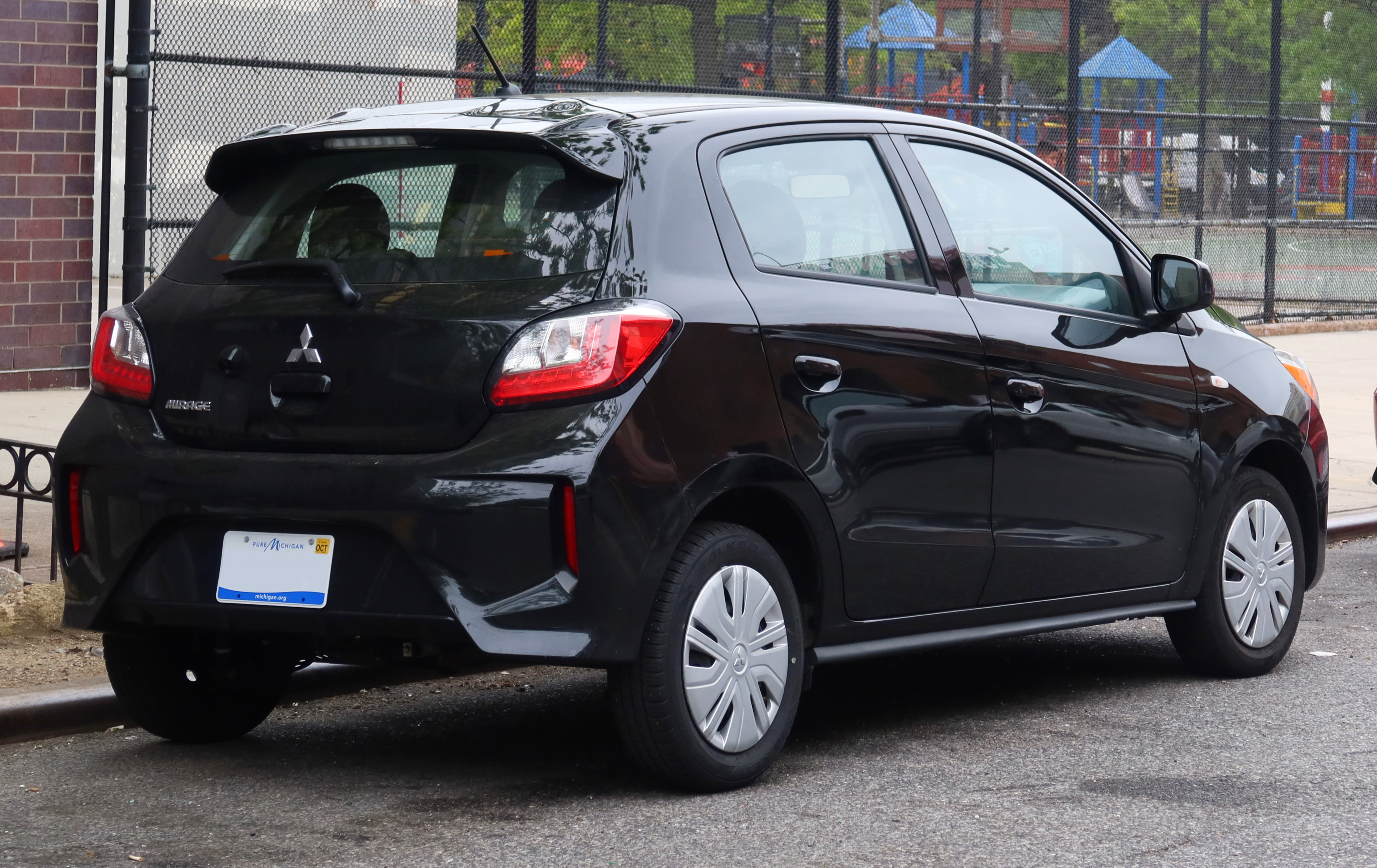
Mitsubishi Mirage (Північна Америка)
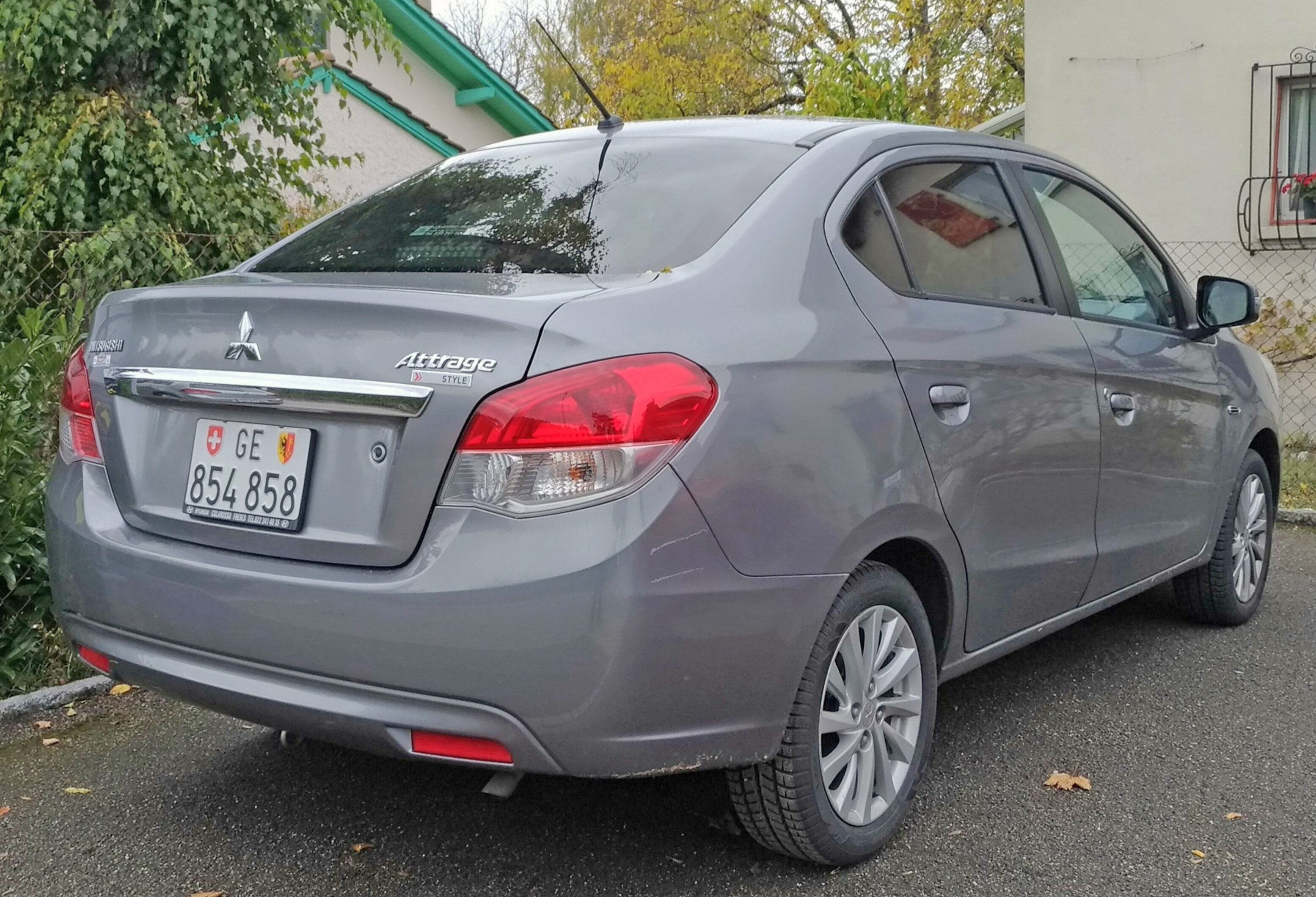
Mitsubishi Attrage (дорестайл)
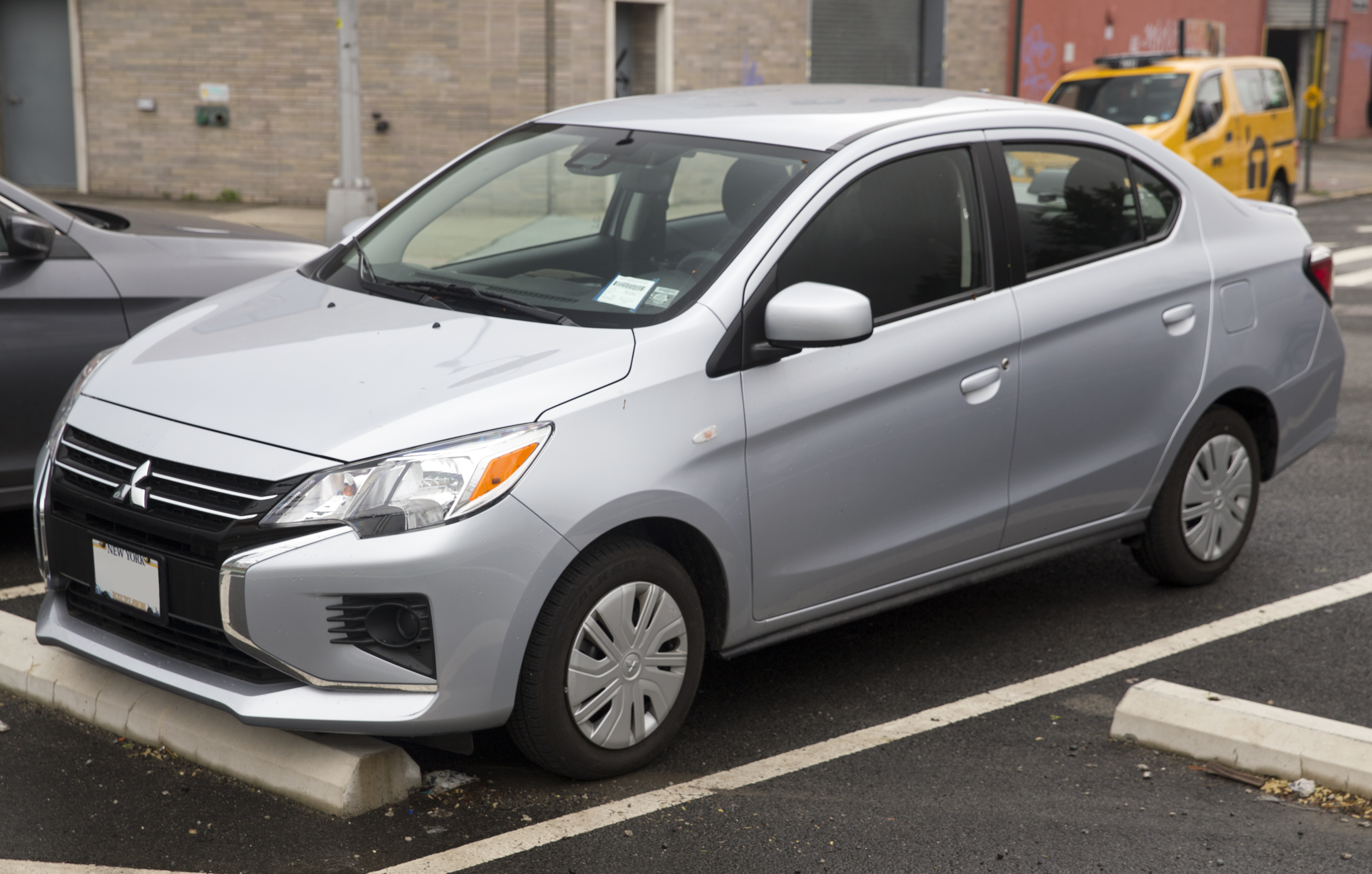
Mitsubishi Mirage G4 (США)
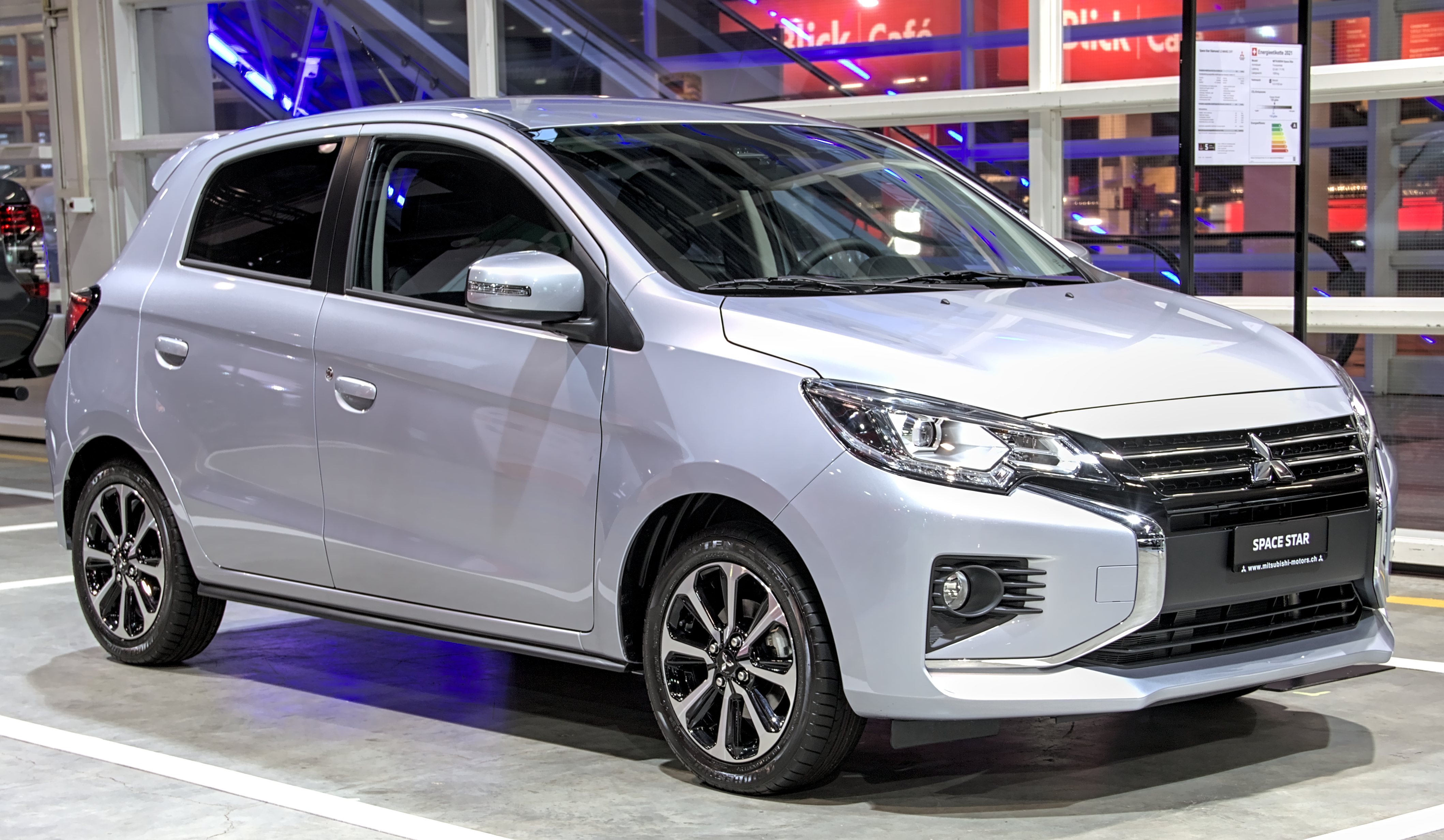
Mitsubishi Space Star Intense (Європа)

## Mitsubishi Colt (з 2023)

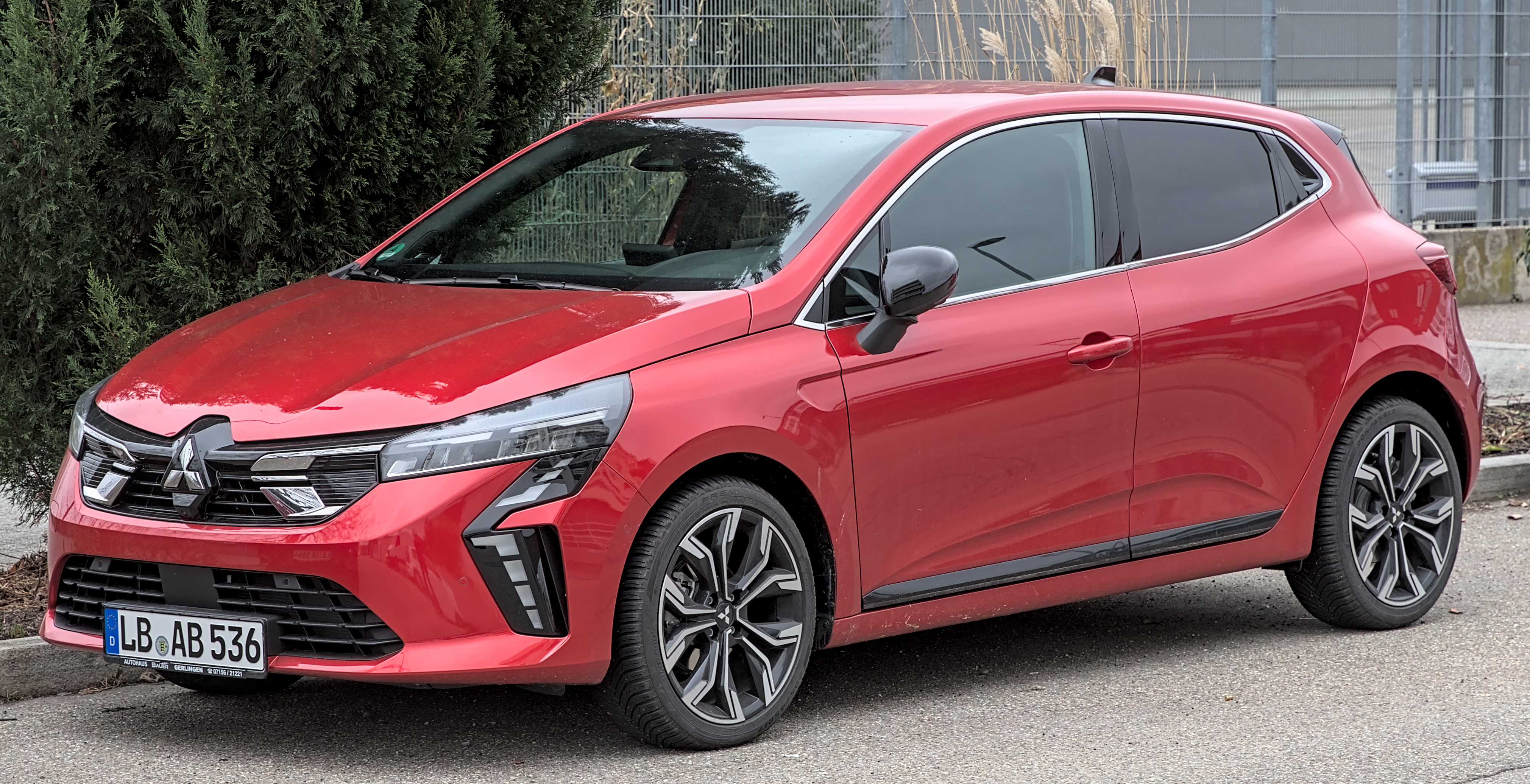

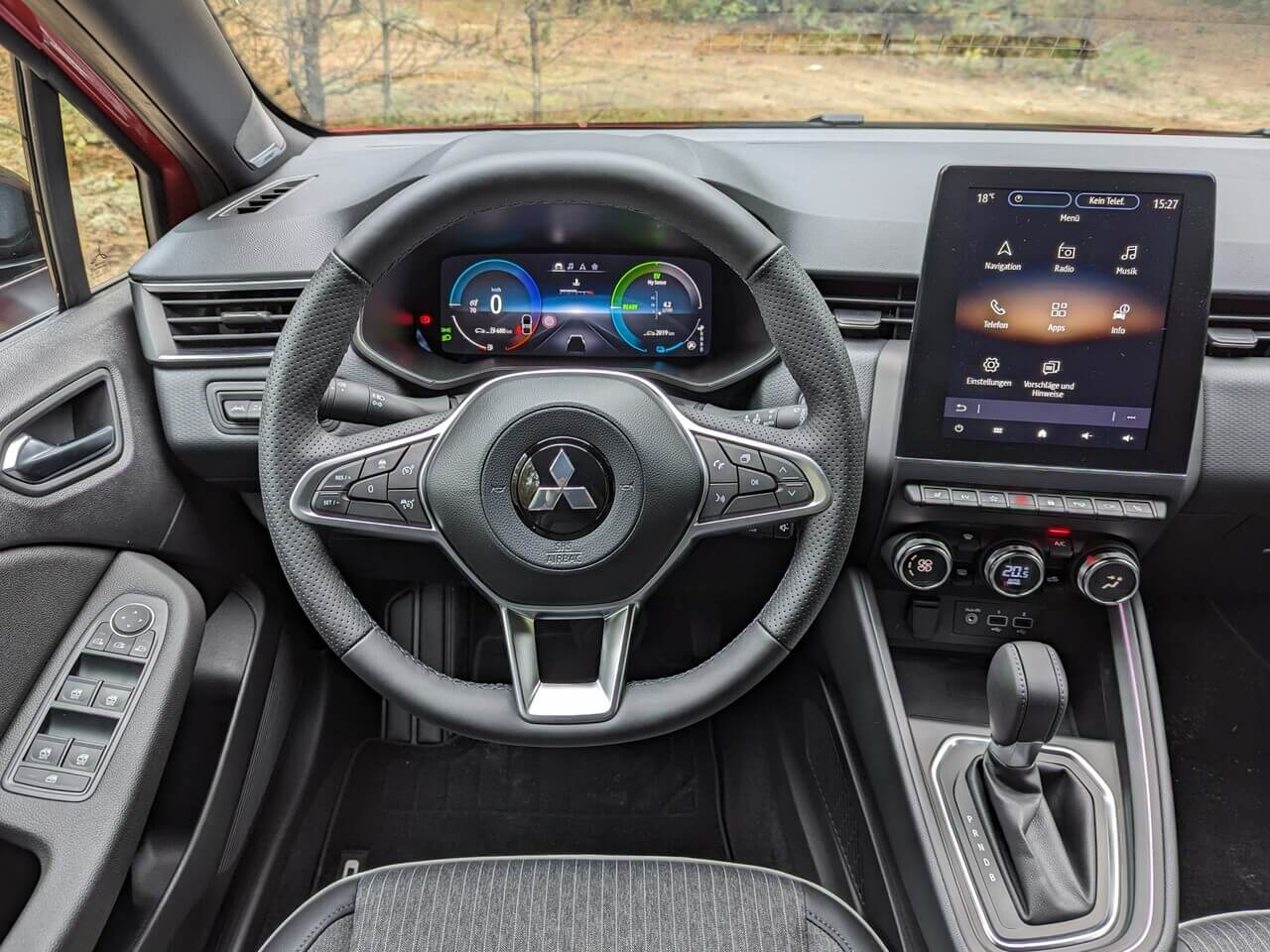
кокпіт Colt 2023

Після того, як на початку квітня 2022 року оголосили про повернення Mitsubishi Colt, світова прем’єра сьомого покоління відбулася 8 червня 2023 року. Він заснований на базі Renault Clio п'ятого покоління і тому, поряд з другим поколінням Mitsubishi ASX, є бейджінженіринговою моделлю бренду у співпраці з Renault.
У порівнянні з Clio, Colt має модифіковану передню частину в стилі типового для бренду дизайну Dynamic Shield з іншою решіткою радіатора та фарами. Задня частина також була змінена, подібно до ASX, на Colt нанесено назву бренду Mitsubishi і має камеру заднього виду замість логотипу.
Вихід на ринок відбувся восени 2023 року. Як і Clio, автомобіль виготовляють у місті Бурса, Туреччина.

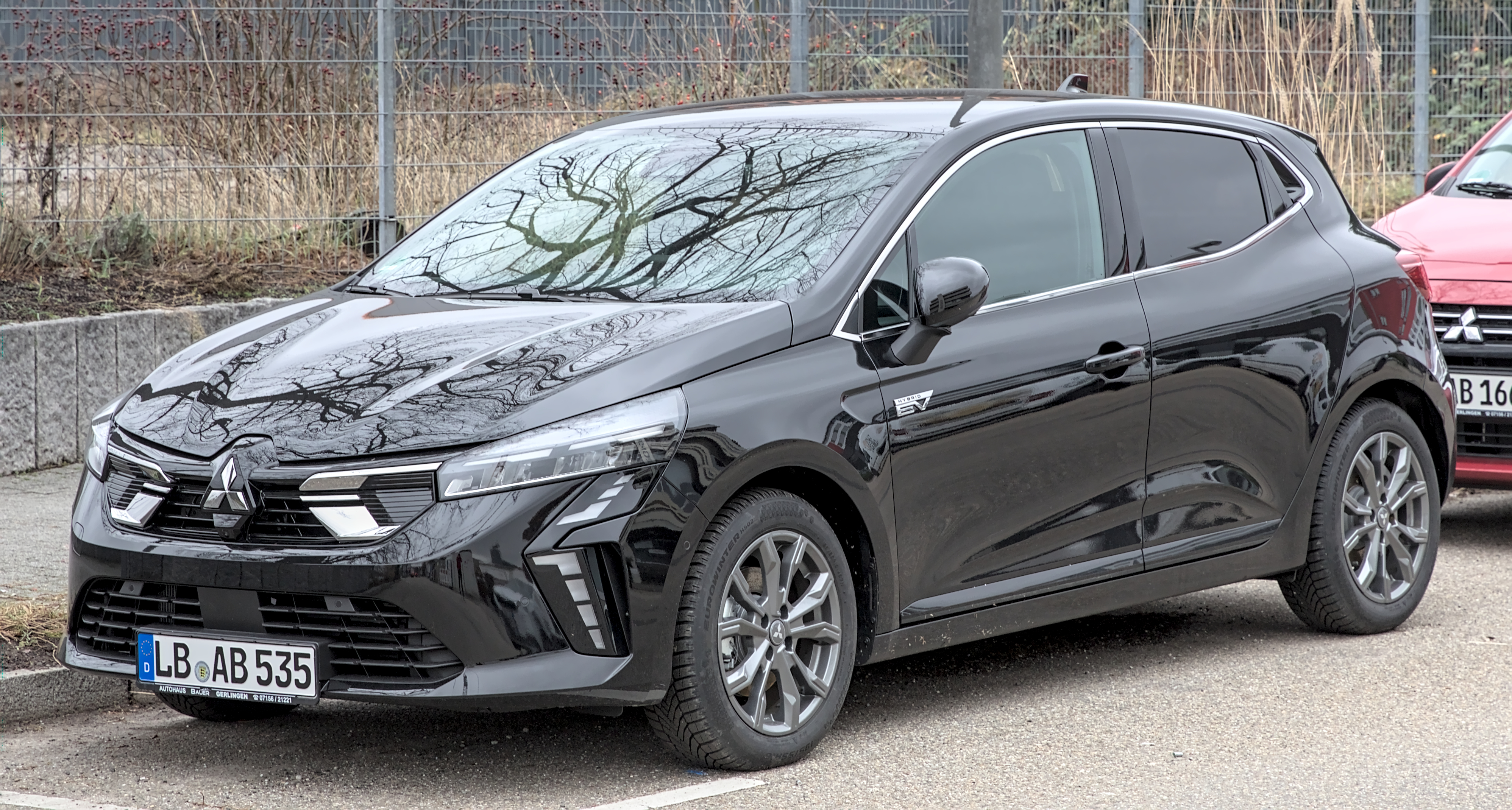
Mitsubishi Colt Hybrid (вид спереду)
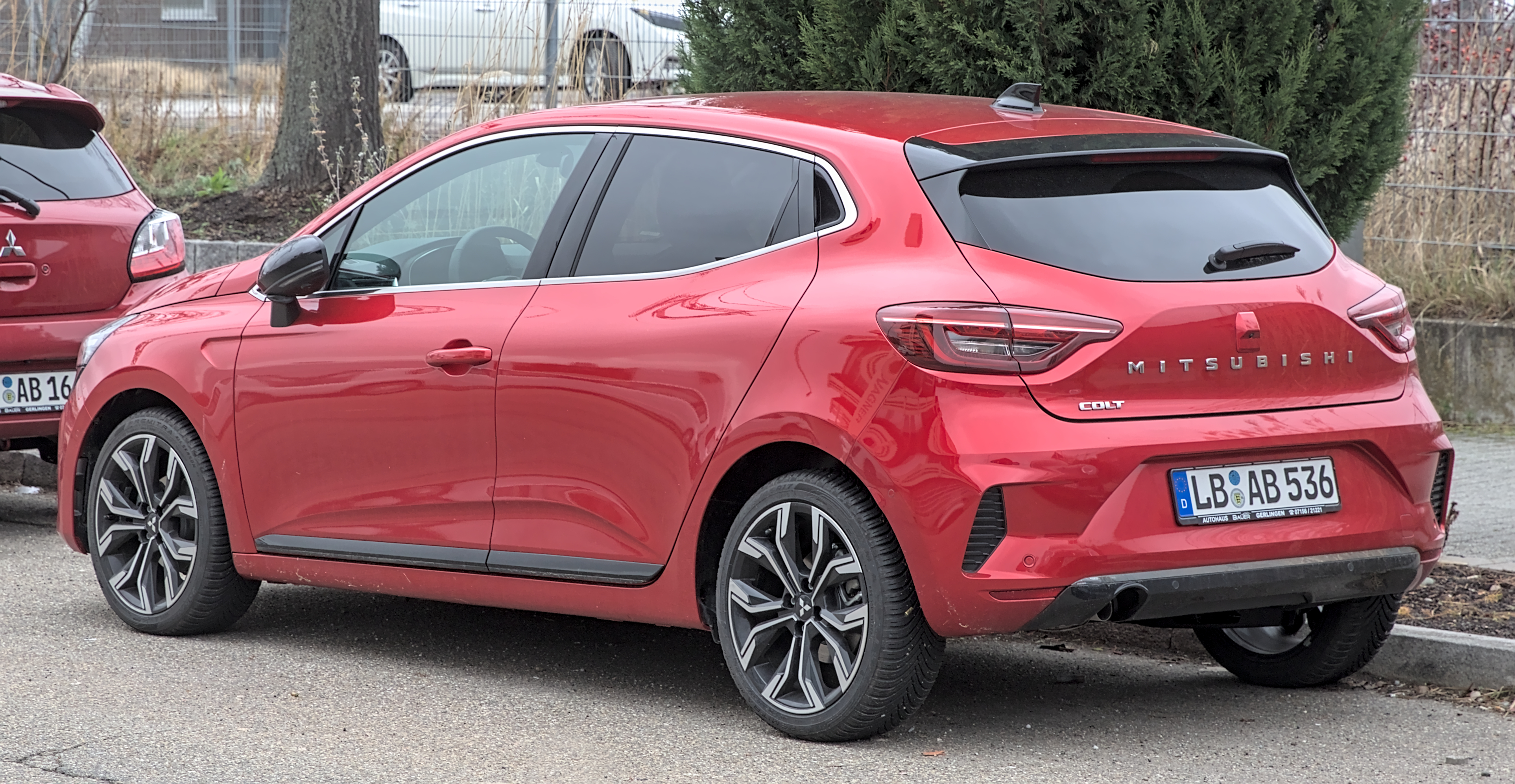
2023 Mitsubishi Colt (вид ззаду)
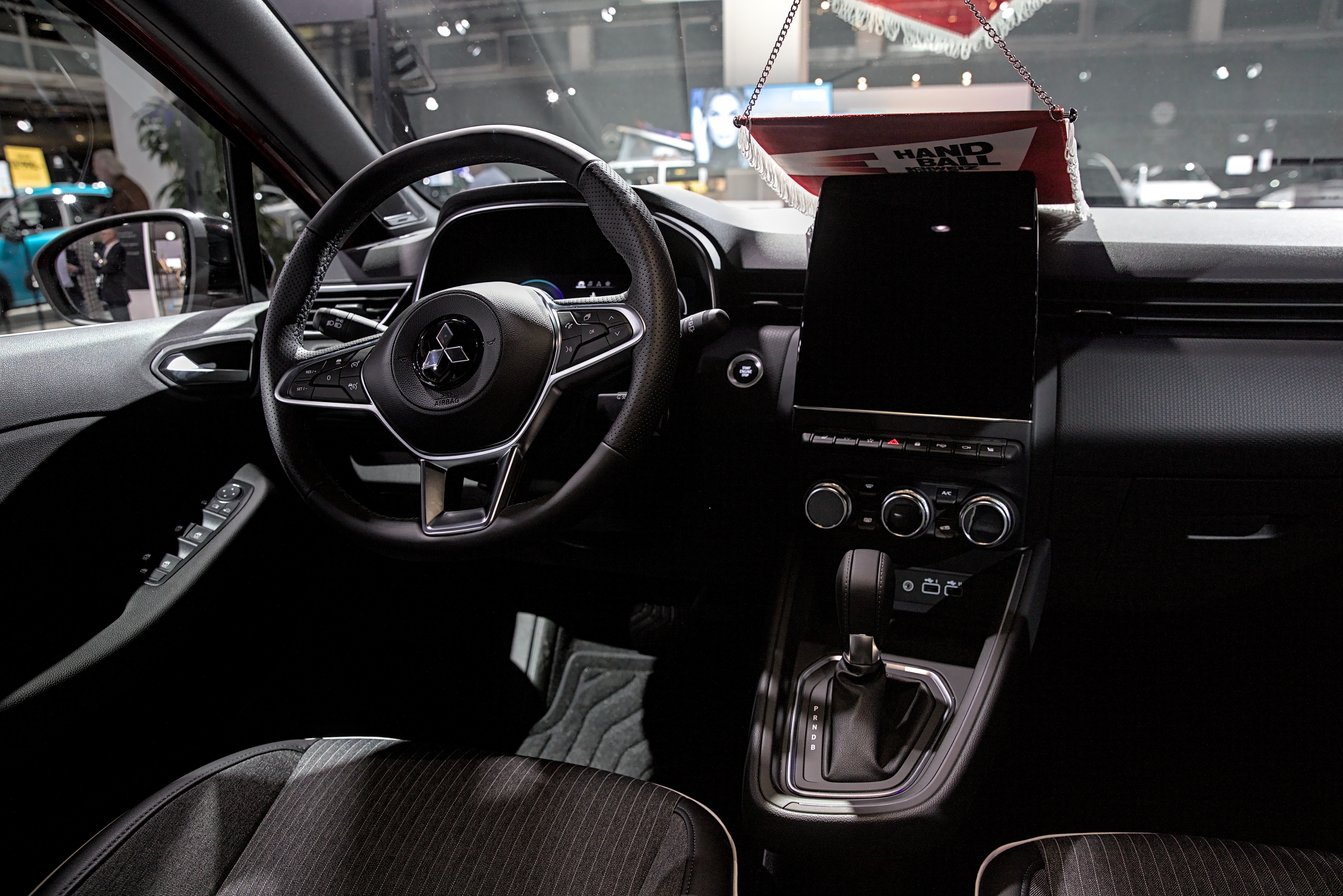
інтер'єр
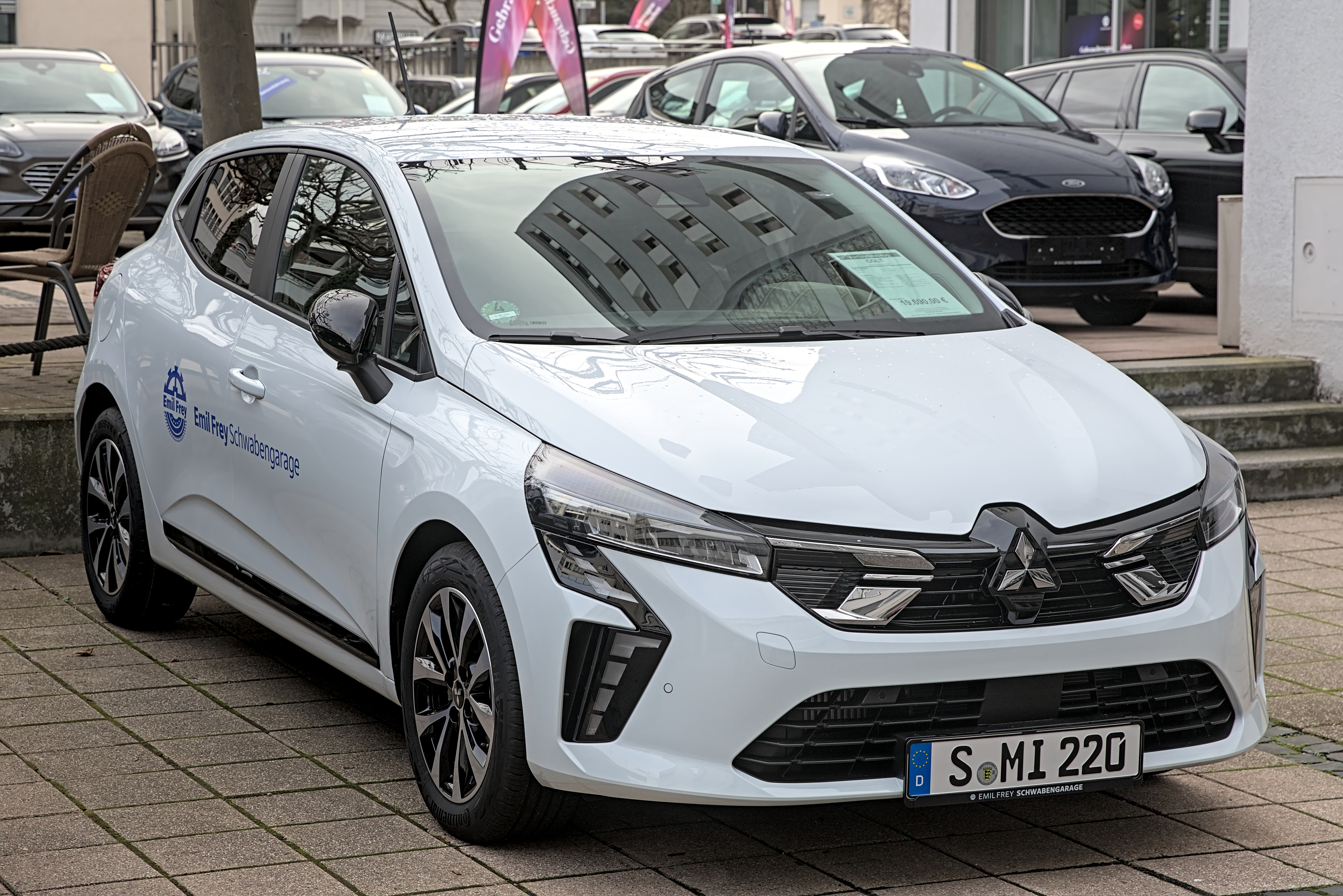
Mitsubishi Colt (Штутгарт, 2023)
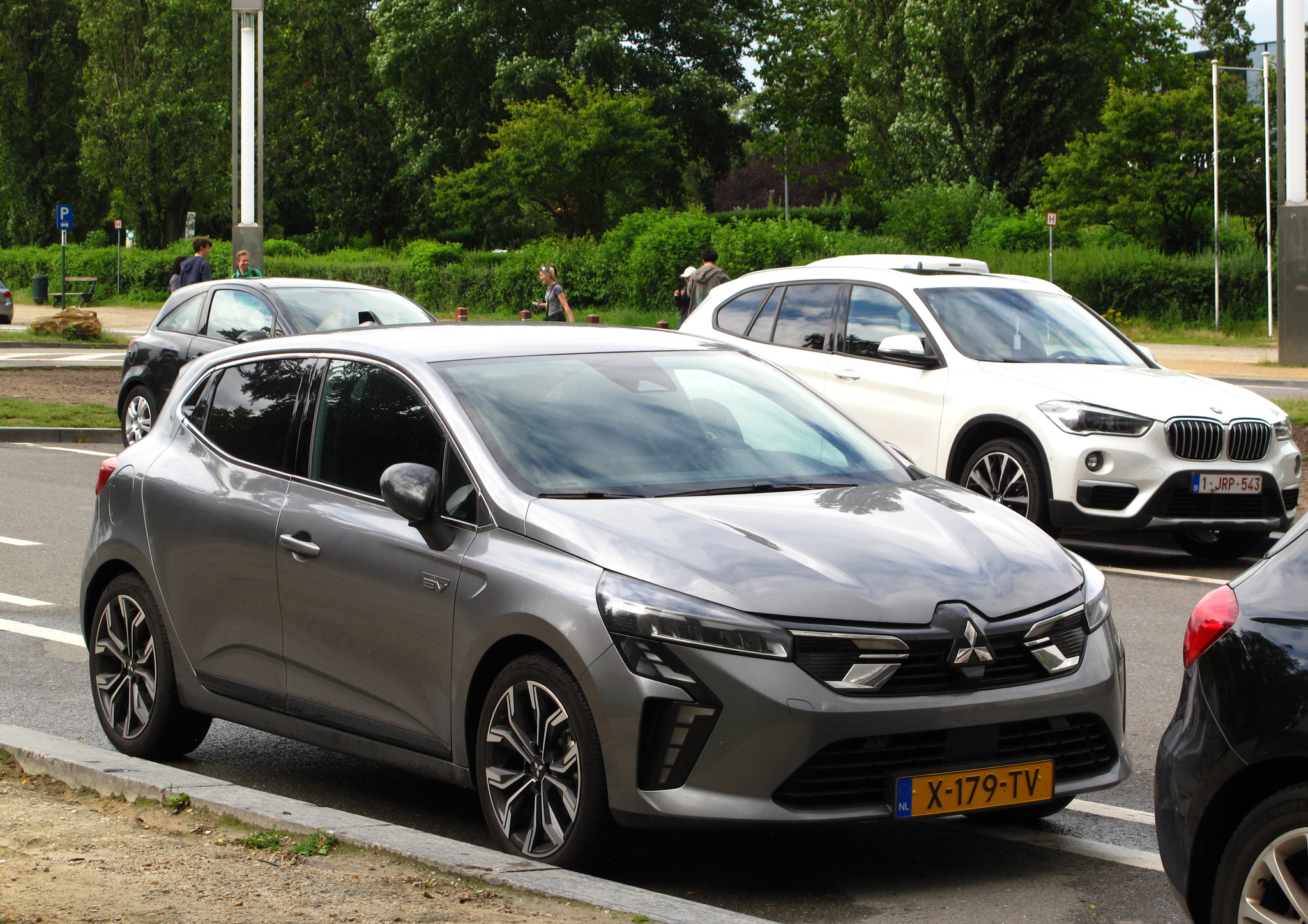
Mitsubishi Colt (Брюссель, 2024)
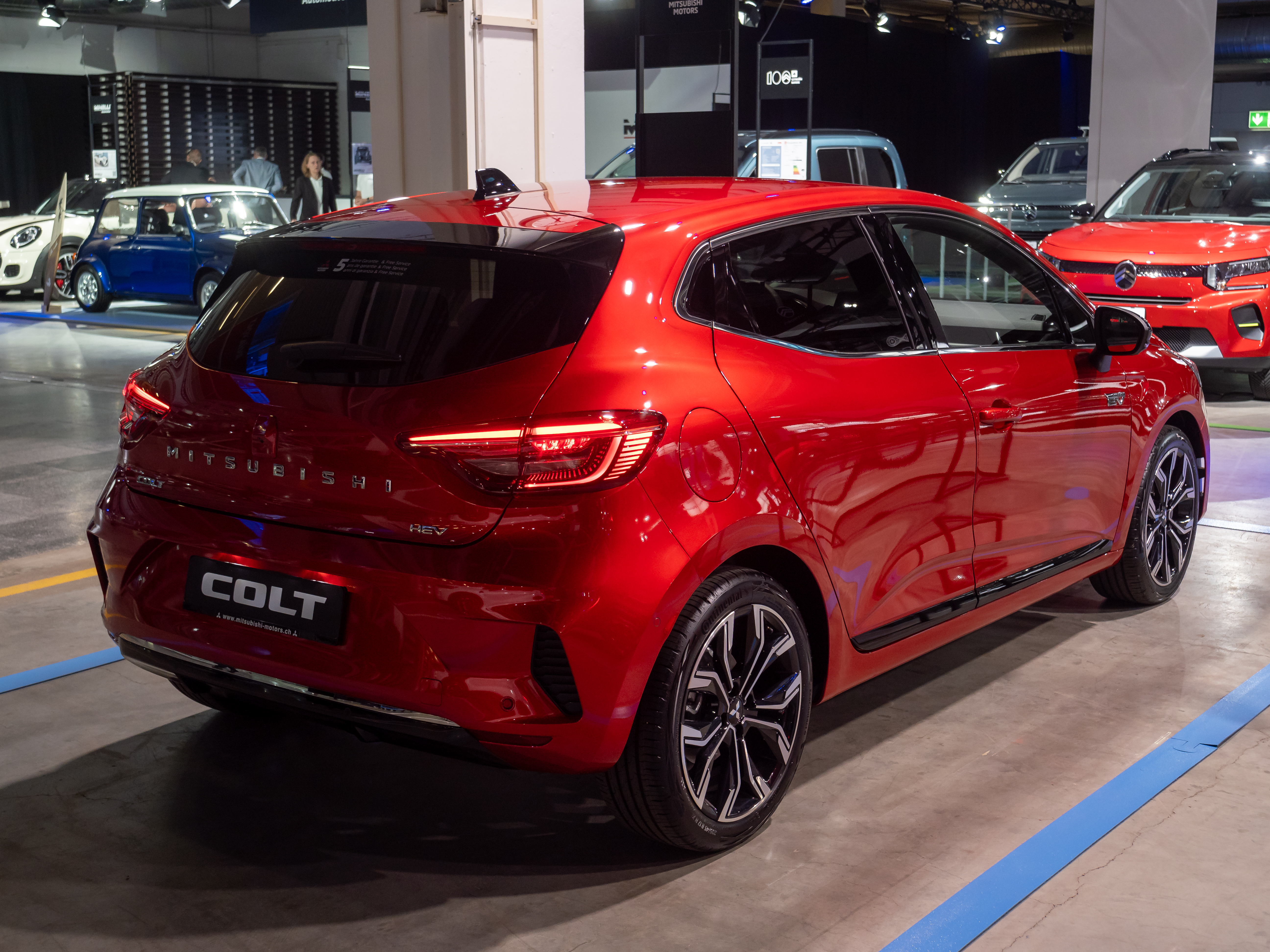
Mitsubishi Colt (Цюрих, 2024)